# Temple del Sol de Konark
Temple del Sol de Konark (Oriya: କୋଣାର୍କ ସୂର୍ଯ୍ୟ ମନ୍ଦିର [koɳarkə], també Konarak) és un temple hindú del segle xiii dedicat a Surya, déu del sol, (també conegut com la Pagoda Negra), situat a la localitat de Konark, a Orissa, Índia. Està inscrit a la llista del Patrimoni de la Humanitat de la UNESCO des del 1984.

## Localització i etimologia
Anteriorment anomenat Pagoda Negra a causa dels nombrosos naufragis que es van produir a la costa i que van utilitzar el temple com a punt de referència de navegació. Es troba a la ciutat de Konark, que també trobem anomenada "Konarak", "Konarka" o "Kanarak". Es tracta d'una ciutat històrica situada a la zona oriental de l'estat d'Orissa, a 60 quilòmetres de Buvaneswar i a la vora del golf de Bengala.
Està situat en un entorn natural, que abunda en plantacions de diversos tipus d'arbres que creixen en sòls arenosos.
La localització del temple no és una coincidència, ja que el nom de la ciutat "Konark" deriva de la unió de dues paraules del sànscrit: Kona (cantonada) i Arka (sol), de manera que és una referència al fet que el temple estigui dedicat al déu hindú de el sol.

## Història
El temple va ser encarregat a mitjans del segle xiii per Raja Narasimha I, el rei de la dinastia Ganga de la major part d'Orissa a l'Índia Oriental, i va poder finançar el projecte gràcies al botí de guerra que va aconseguir en les seves campanyes militars contra els estats musulmans veïns. La seva planificació va durar 6 anys i 3 mesos, la seva construcció i la talla d'estàtues i relleus 12 anys i 6 mesos, fins a acabar les obres el 1258 el dia de l'aniversari del déu solar Surya.
La construcció del temple també ha estat lligada a una llegenda hindú. Segons aquesta llegenda, Samba, el fill del rei-Déu hindú Krishna, va ser maleït pel seu pare a tenir la lepra, a causa d'una falta greu (en alguns casos es diu que va cometre incest amb les seves mares, les 16.108 esposes de Krishna, i en altres es diu que l'incest no va ser comès sinó que Krishna va ser enganyat per Narada, que havia estat insultat per Samba i volia venjar-se). En qualsevol cas, Samba acaba fent penitència per 12 anys per guanyar-se el favor de Surya, el déu del sol, i aquest li acaba curant la lepra. A causa d'això, Samba va decidir erigir-li un temple a Surya com a agraïment i es diu que aquest temple és el que es troba en Kornak.

## Construcció
Els informes originals sobre la construcció del temple són coneguts, ja que aquests van ser copiats en un manuscrit de fulla de palma que va ser descobert a Puri, prop de Konark, el 1960 per Alice Boner. Aquests expliquen detalladament la crònica de la seva planificació i construcció, i esmenten amb freqüència als artesans i constructors, masculins i femenins, contractats, els seus salaris, com treballaven, etc.
El manuscrit comença amb el nomenament de l'arquitecte en cap, un sacerdot braman anomenat Sadaskva Samantaraya Mahaputra, i va ser qui va nomenar l'arquitecte executiu, el superintendent de les obres, el constructor en cap d'imatges, etc.
Després es va fer la purificació del ritual de la terra del recinte on s'erigiria el temple, es va delimitar la planta de l'edifici sobre la terra i es van assignar els materials als diversos grups de treballadors. Es van extreure de les seves pedreres tres tipus diferents de pedres que no s'han trobat prop del terreny i van ser col·locades en rodets i transportades per elefants cap al terreny on es construiria el temple. A mesura que el temple s'alçava, els blocs de pedra eren elevats per mitjà de politges i un sistema de palanques. En el manuscrit s'expliquen els problemes durant la construcció que va causar la mort d'alguns obrers.

### Materials i estructura
El temple va ser construït amb grans blocs de pedres sense morter i revestits amb calç i sorra. Per donar estabilitat a l'estructura es van col·locar espigues de ferro entre els blocs, i les articulacions van ser camuflades amb decoració superficial. Les estàtues principals i marcs de les portes estan fets de clorita; el cos del temple de condalita; i el nucli de la plataforma, escales i la major part del mur de laterita. La khondalita va ser transportada a una distància de 170 kilòmetres i conté cristalls de granat, quars i marbre, que pot ser que centellegessin quan estaven acabades d'extreure i van poder haver fet el cos del temple més espectacular.
Els blocs de pedra van ser portats de zones llunyanes i es creu que van ser traslladats per mitjà d'un canal que actualment s'ha perdut. Es van fer columnes de pedra com a elements sustentants i la majoria dels sistemes estructurals es van construir amb columnes que sustentaven les bigues principals. Per a les portes sempre es feia servir fusta i per les finestres es feien servir barres de fusta copiades en planxes de pedra perforada.

## Descripció
Com s'ha dit abans i com el seu nom indica, el temple estava dedicat a Surya, el déu hindú del sol, de manera que, per vincular-lo a la deïtat, es va fer en forma del vehicle que porta aquest personatge. L'estructura té la forma d'un carruatge gegant flanquejat per 24 rodes ornamentades i desplaçat per 7 cavalls distribuïts tres a nord i quatre a sud. Les rodes tallades a cada costat del temple simbolitzen, o bé els dotze mesos de l'any, o les 24 hores del dia, mentre que els cavalls representen els set dies de la setmana. Els vuit radis principals de les rodes i els vuit intermedis també podien significar la funció d'un rellotge solar.
Mesura aproximadament 30 metres d'altura però el pla original era 60, cosa que no va poder ser perquè l'estructura s'hauria caigut. L'exterior està decorat per diverses escultures, la majoria de les quals representen escenes eròtiques.
El seu estil pertany al de l'escola Kalinga, que destaca per les torres curvilínies muntades per cúpules i està directament i materialment relacionat amb el bramanisme i els sistemes de creences tàntriques.
En el seu temps s'acostumava a celebrar el cerimonial de Surya traient un carruatge adornat amb flors i passejant-lo en processó pel pati del temple.

### Distribució
Com molts temples indis, aquest està dividit en diverses parts. Un d'aquests és el santuari principal, també anomenat "Vimana", que estava coronat per una torre alta amb un tipus de cap de coronació anomenat "shikhara", que es va perdre al segle xix. Aquest mesura gairebé 70 metres d'altura i va ser construït juntament amb la Sala d'Audiències, "Mukhasala" o "Jahamogana", la qual mesurava uns 39 metres d'alçada i es trobava sobre una massa piramidal a l'est, i ara es troba en ruïnes. Més a l'est es troba el Saló de ball o "Natmandir", que s'eleva en una plataforma alta i avui en dia no té sostre.

#### Vimana
El temple o santuari principal es denomina "Vimana" o "Rekha Deul" i aquest solia guardar la imatge del déu Surya al seu interior, que estava flanquejat a les capelles laterals per Danda i Pingala, o per Saturn i Yama, o per Kesava (Visnu) i Siva. Aquest estava caracteritzat per una torre curvilínia i per tenir una estructura quadrangular a l'interior malgrat tenir forma de carruatge a l'exterior. Anava a sobre d'una plataforma anomenada "Pitha" a uns 5 metres de terra, on es troben tallades les rodes i diverses escultures. A sobre hi ha una altra "pitha" superior amb una arquitectura similar a l'anterior i a l'inferior hi ha una altra "pitha" dividida en tres parts.

#### Jagamohana o Mukhasala
És la sala d'audiències i aquesta es trobava al capdavant de la "Vimana". Era on es reunien els devots i així com el temple principal, aquesta es trobava sobre un "pitha" i tenia una estructura quadrangular a l'interior. Actualment mesura gairebé 40 metres i és la sala que millor es conserva de tot el conjunt. El sotre té una forma piramidal escalonada i es conforma per tres nivells decorats amb relleus. La part superior consistia en un "Kalasa" i un "Khwajapadma" que s'han trencat i havien de mesurar uns 6 metres d'altura, per la qual cosa es pensa que l'altura original havia de ser de 45 metres aproximadament.
Es troba en una plataforma de 4 metres d'alt i la seva escala es trobava lligada al carruatge amb set cavalls. Tenia quatre portes fetes de clorit negre i decorades d'escultures. La que es trobava a l'oest condueix al temple principal, mentre que les altres conduïen als pòrtics exteriors.

#### Natmandir o Naata Mandir
El saló de ball es trobava en una plataforma separada de la que sostenia al "Vimana" i la sala d'audiències, però tenia una forma similar. Localment era anomenada "Bhoga Mandap", que és el nom que sol rebre el saló d'ofrenes, però com aquest conjunt no la tenia, es relacionava amb la sala de ball, a més que l'estructura s'assembla més a la d'un saló de ball que no pas un saló d'ofrenes. Estava separat del porxe a una distància de 9 metres i l'alçada de la "pitha" o plataforma sobre la qual estava construït era gairebé la mateixa a la del temple principal (5 metres).
També té quatre portes, cadascuna a un punt cardinal, i sembla que aquestes van ser construïdes tenint en compte la diferent posició zodiacal del sol, per facilitar que els raigs passessin a través de les estructures en diferents moments del dia.
Hi ha quatre trams de graons en quatre costats del Naata Mandir. Els quatre trams de graons per al passadís no semblen haver estat construïts al mateix temps, ja que una sèrie de bells motius van ser completament superposats pels últims. Només el sud no està construït contra la cara ornamental, i es pensa que és perquè possiblement aquest era el primer destinat a portar ofrenes cuinades d'un saló destinat a la cuina. Les escales portaven a una plataforma per ballar, amb quatre pilars de dos metres d'alt en les cantonades, plens de relleus.

### Escultures
Totes les superfícies dels murs exteriors del temple tenen relleus i escultures de figures en tot tipus de posicions sexuals. Aquestes han estat descrites com a metàfores de l'èxtasi de l'ànima humana en la seva unió amb lo diví. S'han associat a una doctrina tàntrica que va sorgir al segle VII en què es fomenta la meditació per resoldre la dualitat sexual dins de l'ànima microcòsmica. També s'ha suggerit que les talles il·lustren ritus d'orgies que es duien a terme al temple però van acabar sent suprimides pels brahmans ortodoxos.
Surya és considerat el benefactor dels humans i el progenitor de la raça humana. És possible que aquesta sigui la raó per la qual els temples dedicats a ell solen tenir escultures eròtiques. Segons un mite, ell era la font original d'amrita i és qui nodreix a la lluna.
Hi han molt pocs exemples de talles així abans del segle xiii i era poc habitual veure una unió tan íntima entre l'arquitectura i l'escultura.

#### Escultura al Vimana
Va ser una especialitat dels artesans de Konark que van construir el temple de fer la porta oriental de tal manera que va facilitar que el primer raig de Sol caigués sobre el cap del déu Sol col·locat sobre el tron del temple principal.
La zona inferior del temple està decorada amb una banda d'aproximadament 1452 elefants en diferents postures. En alguns llocs, es veu al propi Rei movent-se sobre l'esquena de l'elefant, amb els seus servents sostenint el paraigües reial (Raja-Chhatra). També es van trobar guerrers avançant sobre els elefants i els cavalls per lluitar, sostenint espases i escuts a les mans. La porta de l'entrada principal del temple està decorada amb imatges de lleons sobre elefants (Gajasimha), igual que la fila central de les parets del temple. Un altre tipus d'escultures a les parets són de lleons sobre homes (Nara-Vyala) o híbrids meitat humà i meitat serp (Naga-Mithunas), i figures masculines i femenines en diferents postures.
La fila superior dels murs està decorada per escultures més grans, la majoria eròtiques. Aquestes revelen un profund coneixement de l'anatomia humana a causa de la varietat i complexitat de postures. En una escena en la qual un home alça una dona amb les seves mans i aquesta s'aferra al seu coll, s'aconsegueix veure el detall de l'expansió i contracció dels músculs per l'esforç realitzat.
Entre les escultures també destaquen escenes com una dona vella beneint al seu fill que part per fer peregrinació, o pelegrins en un carro de bous, portant aliments i descansant per cuinar el seu menjar.
Entre els Vedes, Surya es concep com una manifestació unificada de la Trinitat brahmànica, identificant-se el sol del matí amb Bramha, el creador; el sol del migdia amb Visnu, el conservador; i el sol de la tarda amb Mahesvara, el destructor; per la qual cosa, el més probable és que s'hagi fet servir aquesta concepció a l'hora d'esculpir unes tres imatges de Surya en els tres costats del temple principal, de les quals, només la que es troba al sud segueix en bones condicions. Aquests son:
Prabhat Surya: Es troba a sud i li arriben els raigs de sol del matí, el que és significatiu per a la seva expressió de joventut i activitat. Està decorat amb ornaments típics en els braços, el coll i les orelles. La banda de la cintura està proveïda de borles que pengen d'ella anomenades "avyana" i a les mans sosté dues flors de lotus, una de les quals encara existeix sobre la mà dreta de la figura. La part inferior del pedestal està decorada amb figures de dones en diverses postures, algunes tocant instruments musicals i altres ballant. També està decorat amb les figures de set cavalls conduïts per Aruna, l'auriga de Surya, assegut a prop dels peus de l'estàtua amb les regnes dels cavalls a les mans. El Rei i la Reina estan asseguts al pedestal amb les mans juntes. Mesura 2,5 métres d'alçada.
Madhyanna Surya: És la figura que es troba al costat occidental i es pot considerar com la del sol del migdia, de peu amb ple vigor i personalitat. Mesura gairebé 3 metres d'alçada i la decoració és molt similar a la de la figura anterior, amb relleus en els panells amb la presència del rei i la reina, els set cavalls i Aruna, el tipus de vestimenta, etc.
Astachala Surya: Es troba en el mur nord i representa la posta de sol. Aquesta expressa el cansament d'un llarg dia de treball, no només en l'expressió de la figura principal sinó també en els cavalls representats completament esgotats.

#### Escultura a la sala d'actes
Les cornises contenen una sèrie de belles figures de dones d'en peus, de mida natural, en diverses postures de ball o tocant diferents instruments musicals com tambors, flautes, vina i platerets. A les portes de l'est, sud i nord hi han figures de Bhairava (Senyor Siva) al parapet inferior. Les imatges tenen quatre caps i sis braços cadascuna. Devant l'escala oriental hi havia dues grans figures de lleons, cadascun ajupit sobre un elefant. Avui dia aquests es troben col·locats enfront del Naata Mandir. També en el front sud hi havian dos cavalls de guerra, mentre que en el front nord hi havian dos grans elefants. Ara s'han col·locat en pedestals separats en costats respectius a uns pocs metres de distància de la seva posició original.
En el "pitha" inferior, a més de les rodes, hi han diverses escultures belles que representen escenes de caça, la cort reial, el culte als déus, elefants, etc. Igual que algunes escultures obscenes.
Com s'ha dit abans, el temple pretenia imitar la figura del carruatge del déu solar i portava 24 rodes als costats. Aquestes es trobaven a la plataforma que sostenia al temple, dotze en el temple principal, vuit als costats del Jagamohana i quatre a banda i banda dels graons. El diàmetre d'aquestes rodes és d'aproximadament 2,7 metres i cadascuna té un conjunt de vuit ràdios gruixuts (els quals tenen tallats medallons circulars) i vuit prims. Totes les rodes estan decorades amb pergamins, enfiladisses amb motius florals i cordes de comptes, a més de figures de diversos déus i deesses. Els set cavalls van ser fets de manera que semblés que estan portant el carruatge pels cels i a tots se'ls ha posat nom: "Gayatri", "Ushika", "Anustuv", "Vrihati", "Pangti", "Tristup" i " jagati ", que possiblement representen la representació rítmica dels versos secrets dels vedes.
Entre les rodes, el sòcol del temple està completament decorat amb relleus de lleons fantàstics, músics i ballarins, i grups eròtics.

#### Escultura al Natmandir
Les escultures de la sala de ball es consideren el millor i més encantador exemplar de les Escultures d'Orissa, a causa de la quantitat, originalitat i detallisme de figures eròtiques. Aquestes van ser especialment construïdes per proporcionar plaer estètic. No hi ha una sola figura eròtica en altres temples com les que es troben en aquest.
A l'entrada es troben escultures de lleons sobre elefants, seguits per un mur ple d'escultures de músics i ballarins. L'escultura es fa més monòtona progressivament, pel que es pensa que possiblement fos feta per aprenents. La "phita" es divideix en tres parts: la inferior decorada amb pètals de lotus i enfiladisses; la segona envoltada de petits santuaris i escultures de ballarines amb instruments musicals i elefants; i la superior decorada per pètals de lotus i ballarines. Totes aquestes ballarines sagrades i músics van ser molt simbòlics ja que la dansa solia tenir un paper molt rellevant en els ritus religiosos i expressava amb moviment la mateixa inspiració religiosa que l'escultura i arquitectura.

## Ruïnes i preservació
Actualment el temple no es conserva com va ser al seu temps. La sala d'audiències s'ha mantingut relativament intacta però de la sala de ball només s'han conservat fragments i del santuari principal, pràcticament res. No obstant això, diversos atributs del Temple de el Sol, incloses les seves estructures, escultures, ornamentació i narratives, es mantenen en les seves formes i materials originals.
La part del temple principal que va ser destruït va ser a causa dels musulmans al segle xvi i això va causar que s'abandonés el temple com a lloc de culte i fos saquejat per habitants o governants d'altres zones buscant riqueses per als seus palaus. En aquest mateix temps, l'escultura principal de la deïtat, que es conservava al santuari principal, va ser traslladada a Puri abans d'abandonar el temple. S'ha reportat que els sultans musulmans es van emportar el Kalasa de coure, una flor de lotus, or i gemmes precioses guardades al temple. Un altre monarca veí, que va voler saquejar el temple i portar-diverses pedres, va ser el de Khundra, entre elles un Navagraha monolític fet de clorit i instal·lat a la porta est. No obstant això, no va aconseguir el seu objectiu perquè, en 1838, el govern britànic va decidir intervenir i aturar el saqueig de pedres. D'altra banda, la plataforma de el temple, alguns murs, part de la sala de ball i altres estructures del complex van acabar engolides per les sorres.
Del temple principal només s'h conservat un tron artístic dins del santuari i tres escultures de déus, en les parets trencades, que han perdut algunes parts. Aquests déus eren imatges de Surya i solien estar fets de clorita amb diferents postures, però es van esfondrar, presumptament, quan es van desmantellar les parets inclinades del temple principal. Actualment han estat restaurades. Les parets es van derruir segurament per fer servir khondalita per al temple, ja que aquesta no podia suportar el clima i això va causar que la superfície flanquegés i s'acabés enfonsant.
Pel que fa al sostre del Naata Mandir, se sap que era igual al de la sala d'audiències, però aquest s'ha perdut amb el temps i ara només en queden restes dels murs i una pedra amb un lotus de 16 pètals a la cara externa, amb una imatge tallada d'éssers celestials en postures de ball. També hi ha textos que diuen que el Jagamohana tenia un sostre més baix que descansava sobre quatre pilars i bigues de ferro, però es va esfondrar en 1848, cosa que va fer que l'interior de la sala s'omplís de pedres.
Dels set cavalls ara només se'n conserven dos i se sap que abans tot el temple solia estar envoltat per una muralla ciclòpia de 264x165 metres, amb tres entrades, però, tot i haver estat construïda per protegir el temple, aquesta no va poder protegir-lo de l'erosió marina ni la sorra. Al segle xx, per evitar aquests efectes d'erosió, es van plantar arbres al voltant del recinte.
Com que des del segle xv fins al XVII, el temple va ser saquejat diverses vegades per exèrcits musulmans, en 1806 la Junta d'Infanteria de la Marina va recomanar a l'administració britànica que intervingués i reparés la torre parcialment esfondrada del temple principal, però els suggeriments van ser obviats i a l'any 1848 només quedaven 3 metres de la torre, que finalment van ser enderrocats en una tempesta. Al segle xix, gran part de el temple s'havia degradat i arruïnat tant que, sota el domini britànic, es van restaurar seccions del complex del temple i aquest va ser designat Patrimoni de la Humanitat per la UNESCO el 1984.
El Temple està protegit des de 1958 sota el Marc Nacional de l'Índia per la Llei de Monuments Antics i Jaciments i Vestigis Arqueològics (AMASR) i les seves Regles (1959). Una altra legislació protectora rellevant inclou la Llei Forestal, la Llei de Desenvolupament de Konarak i la Llei dle Àrea de Consell notificada. Pel que fa als programes de conservació, tots s'han realitzats pel "Archaeological Survey of India" a través dels seus representants nacionals, regionals i locals.
S'ha estimat que les amenaces actuals contra la integritat del complex inclouen: causes naturals (clima, brisa salina, ciclons, sorra, inundacions, desforestació) i humanes (creixement urbà que afecta el medi ambient, pressió turística, pol·lució). A causa d'això hi ha cinc plans relacionats amb la gestió: seguretat, medi ambient, planificació mestra, desenvolupament ambiental i turisme. Per mantenir el valor universal excepcional del complex calen tres coses:
- Continuar la conservació estructural i material de l'estructura principal (actualment la sala d'audiències) i les seves escultures.
- Establir una integració funcional més activa de les autoritats locals i centrals.
- Abordar les amenaces naturals i humanes identificades esmentades anteriorment.

## Imatges

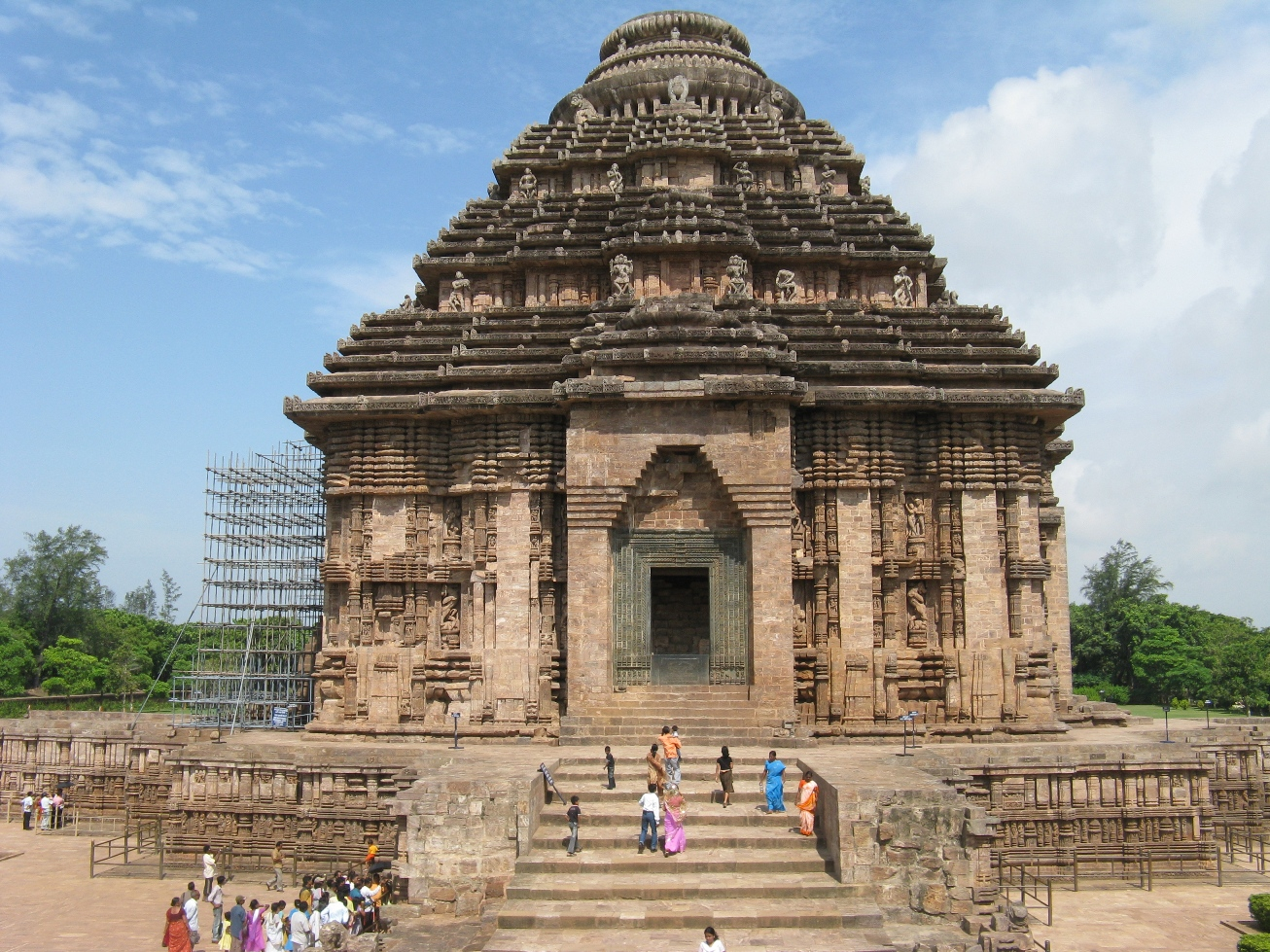
Temple del sol
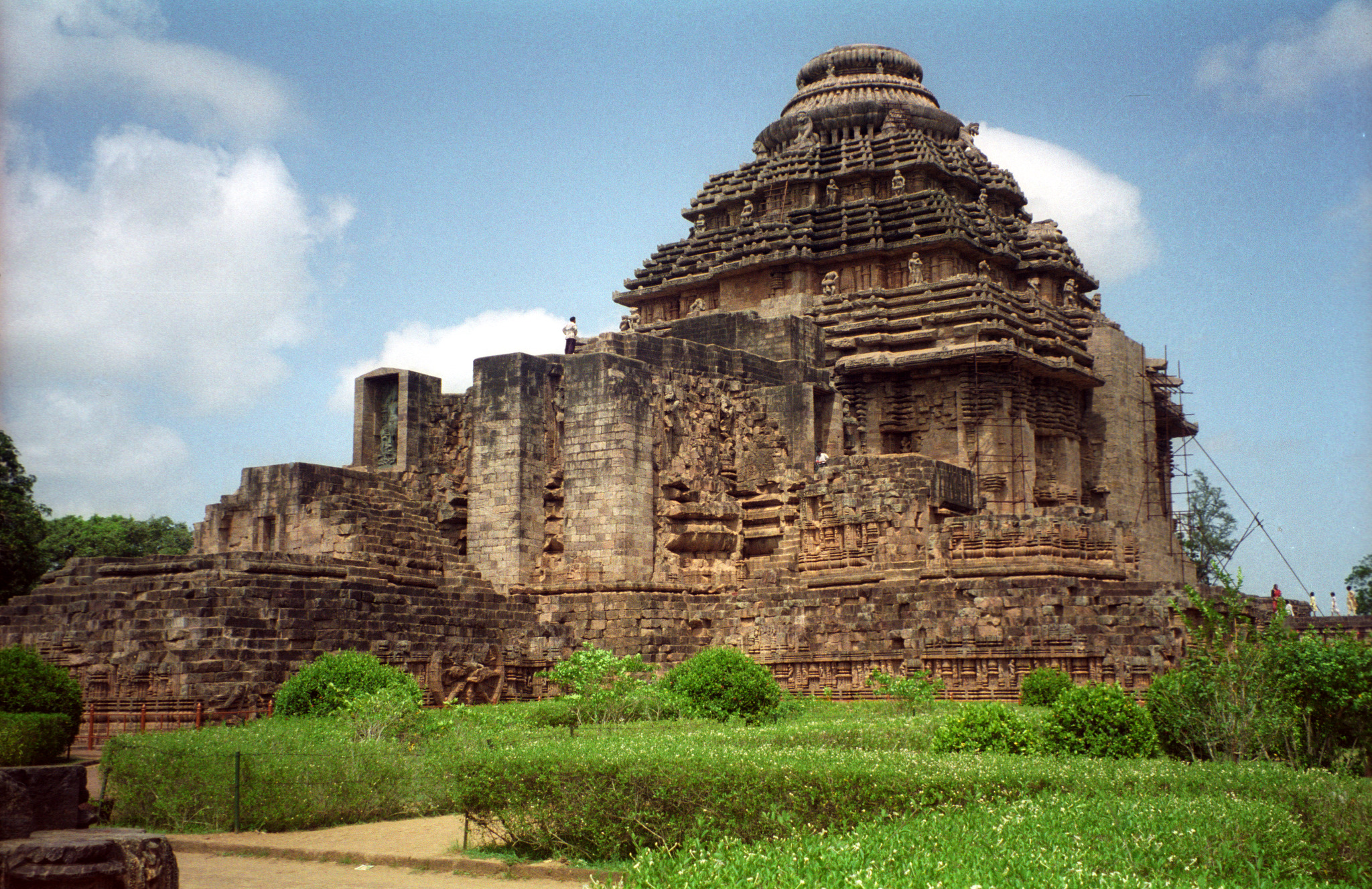
Restes del santuari principal i sala d'audiencias
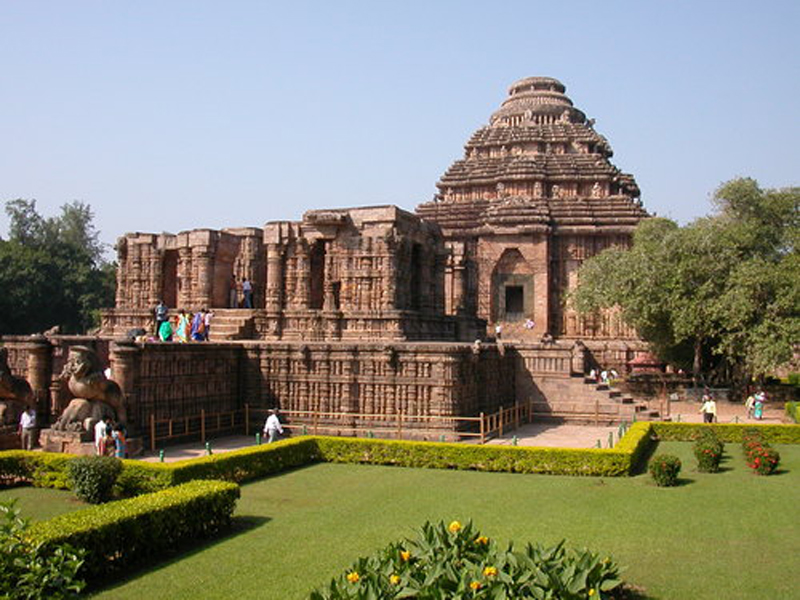
Mukhasala i Natmandir
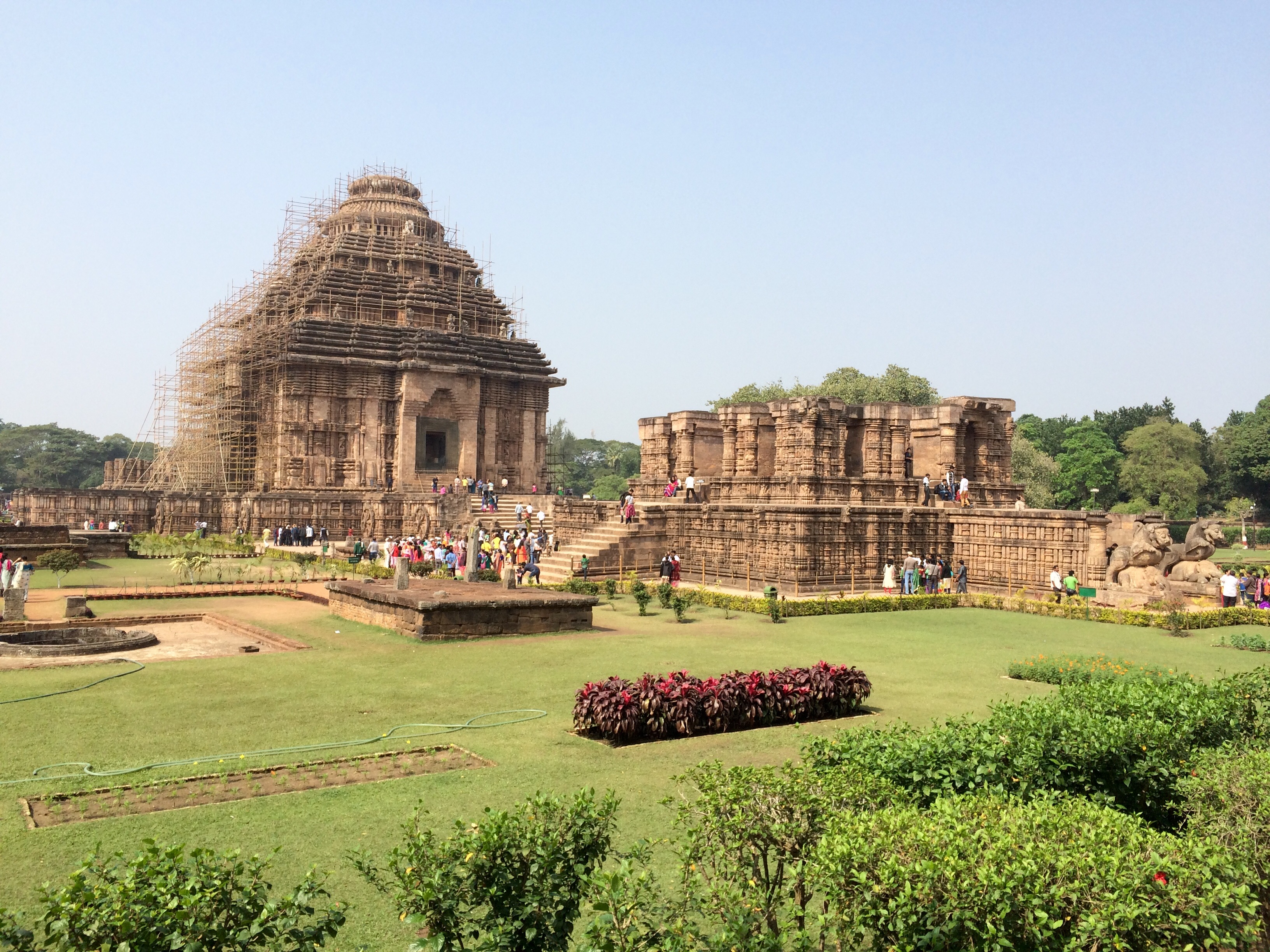
Mukhasala i Natmandir
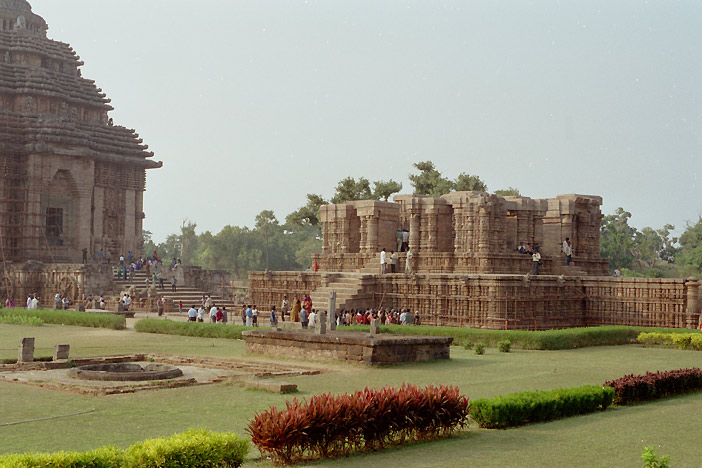
Saló de ball (Natmandir)
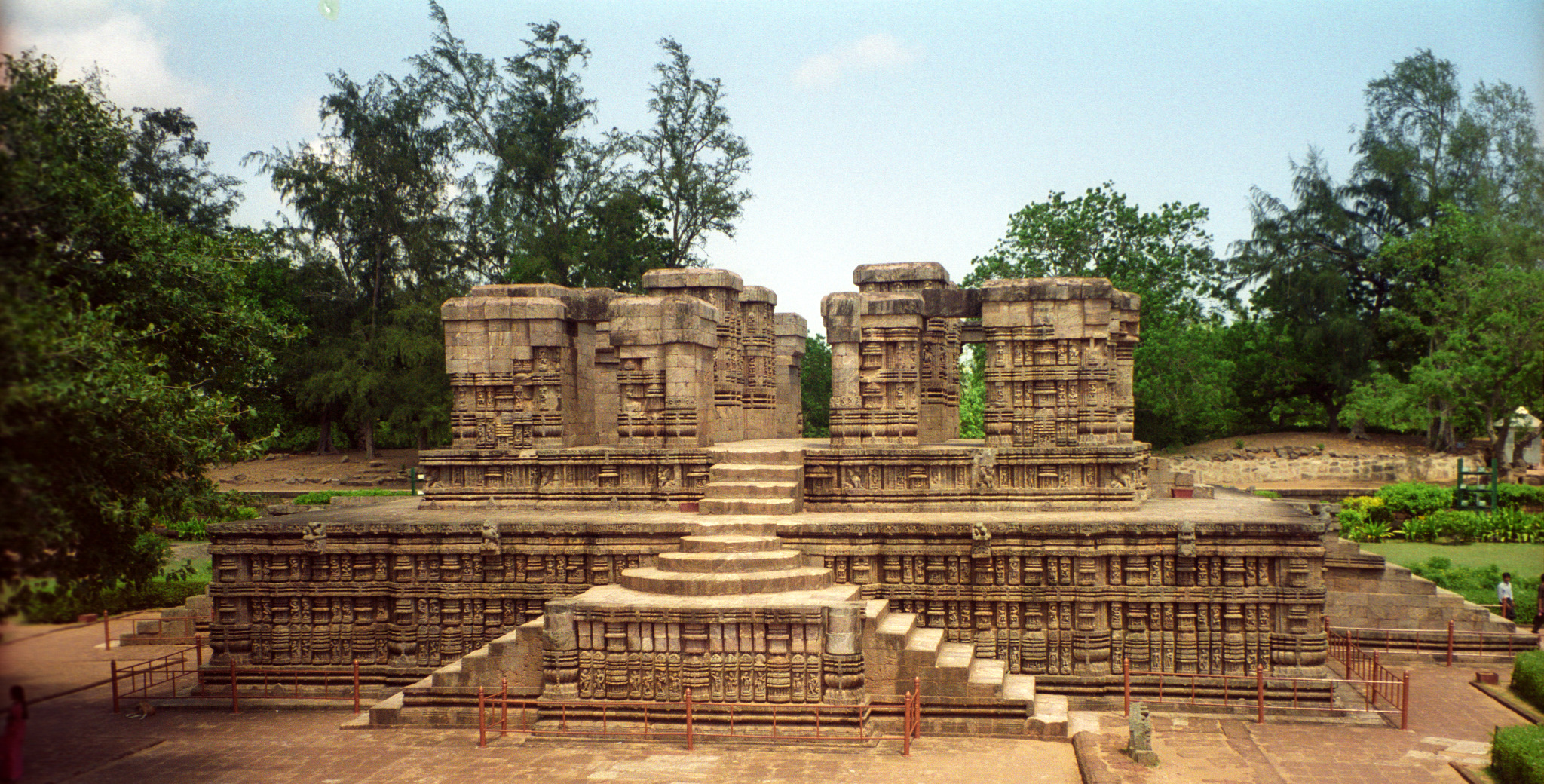
Nat Maandir
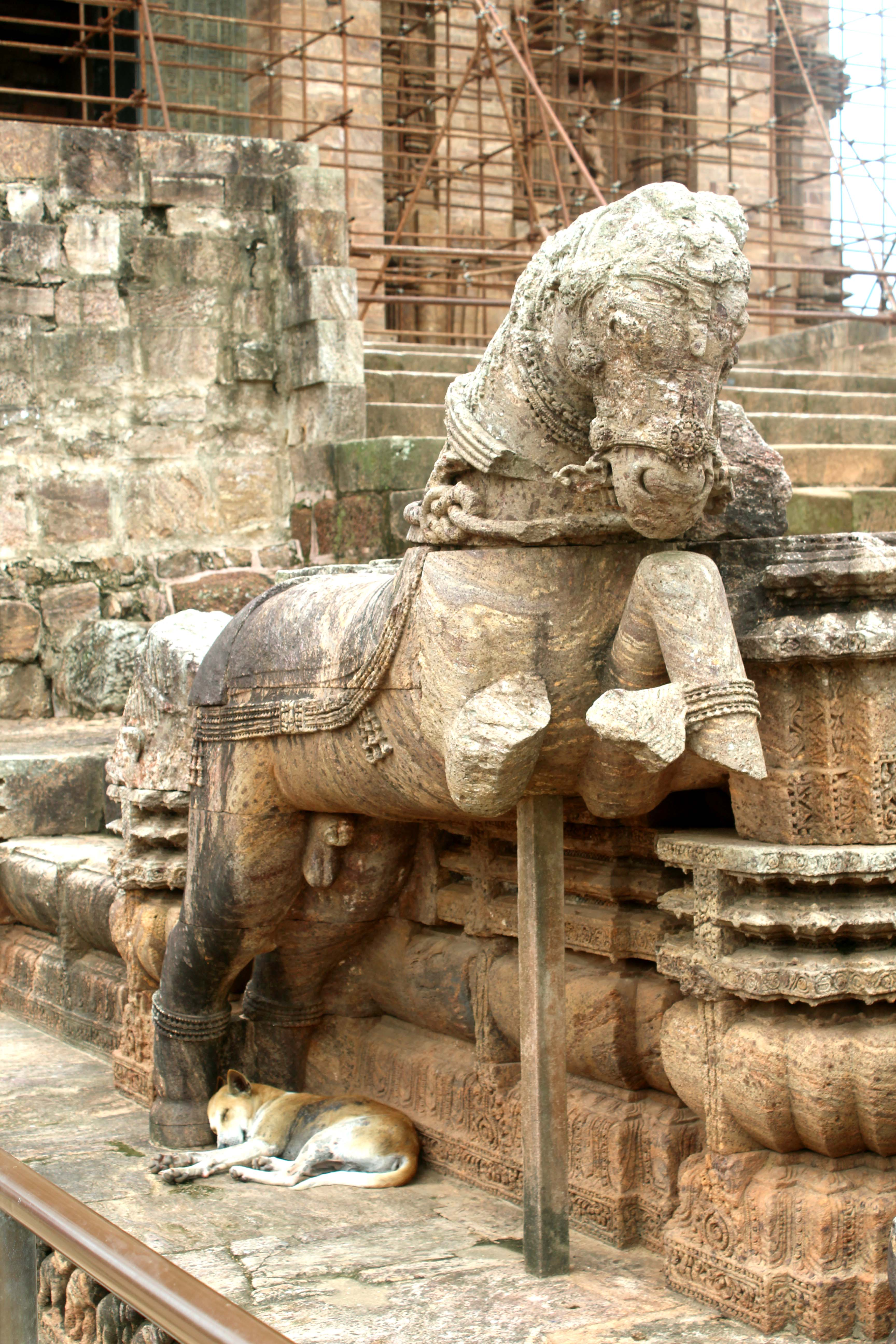
Caball a l'entrada del temple
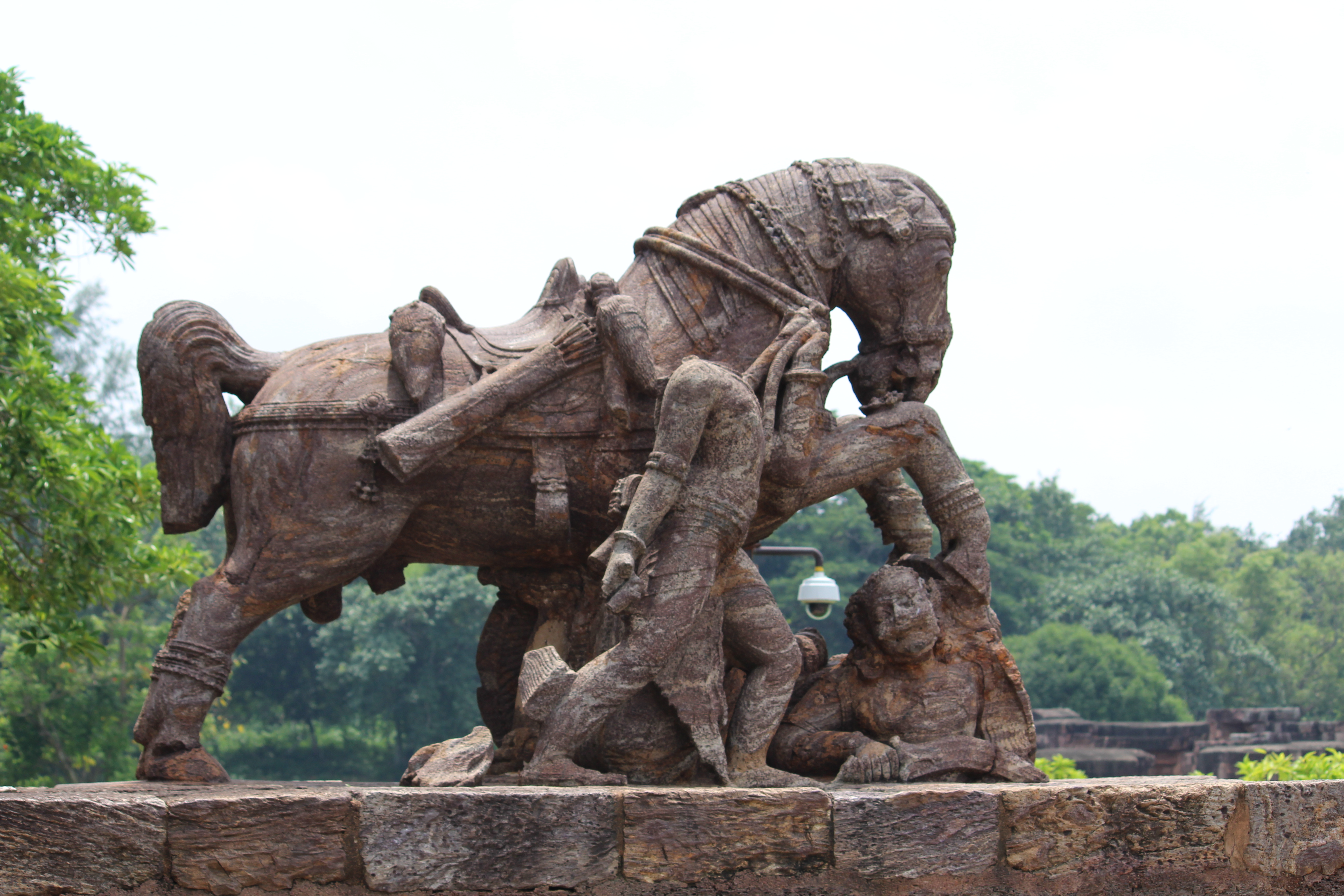
Caball a l'entrada del temple
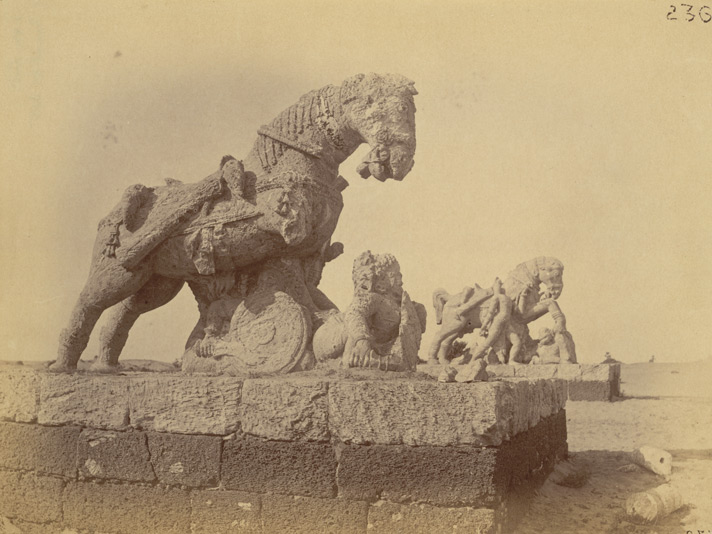
Foto antiga dels dos caballs restants al temple
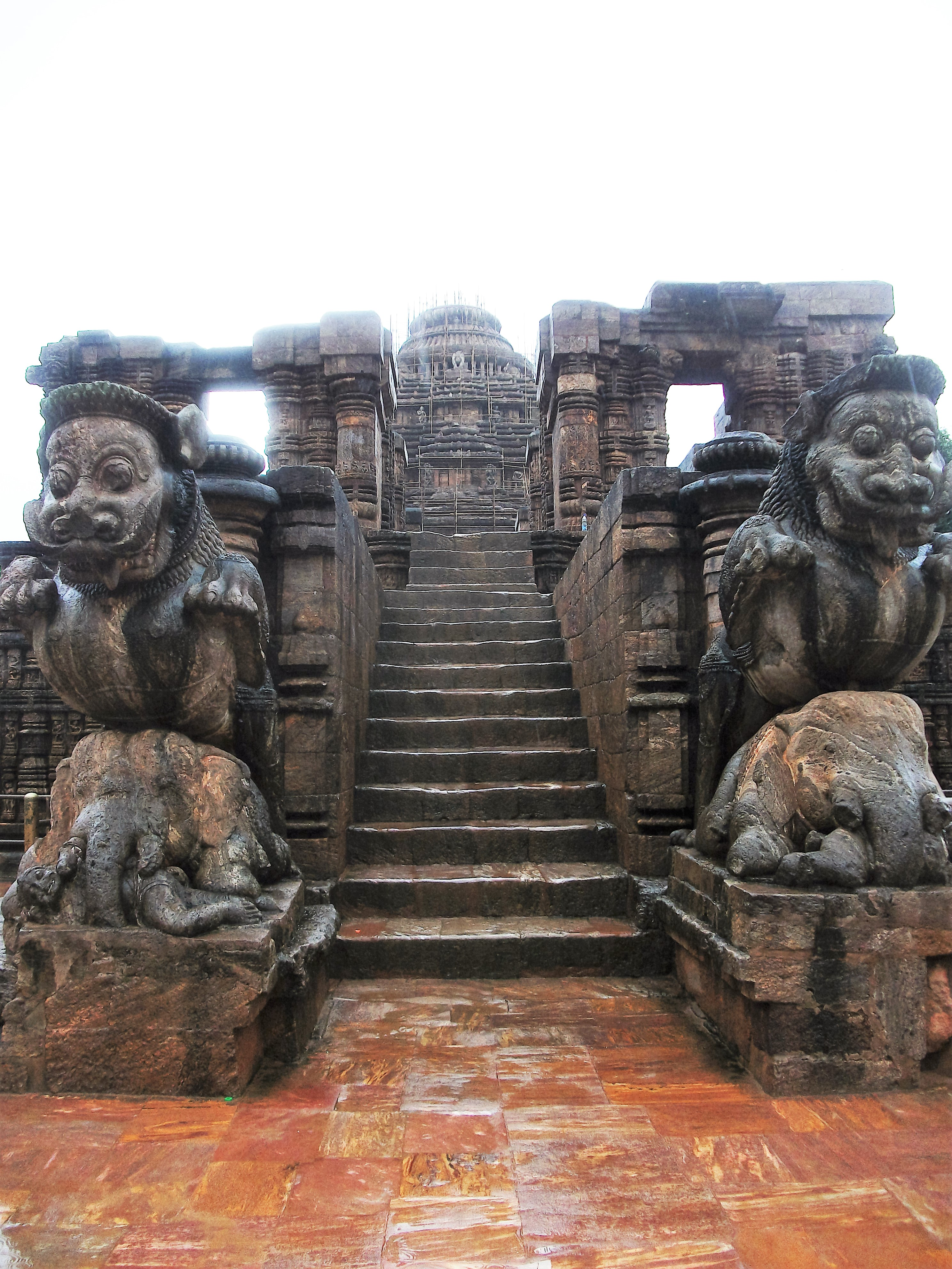
Escales d'entrada
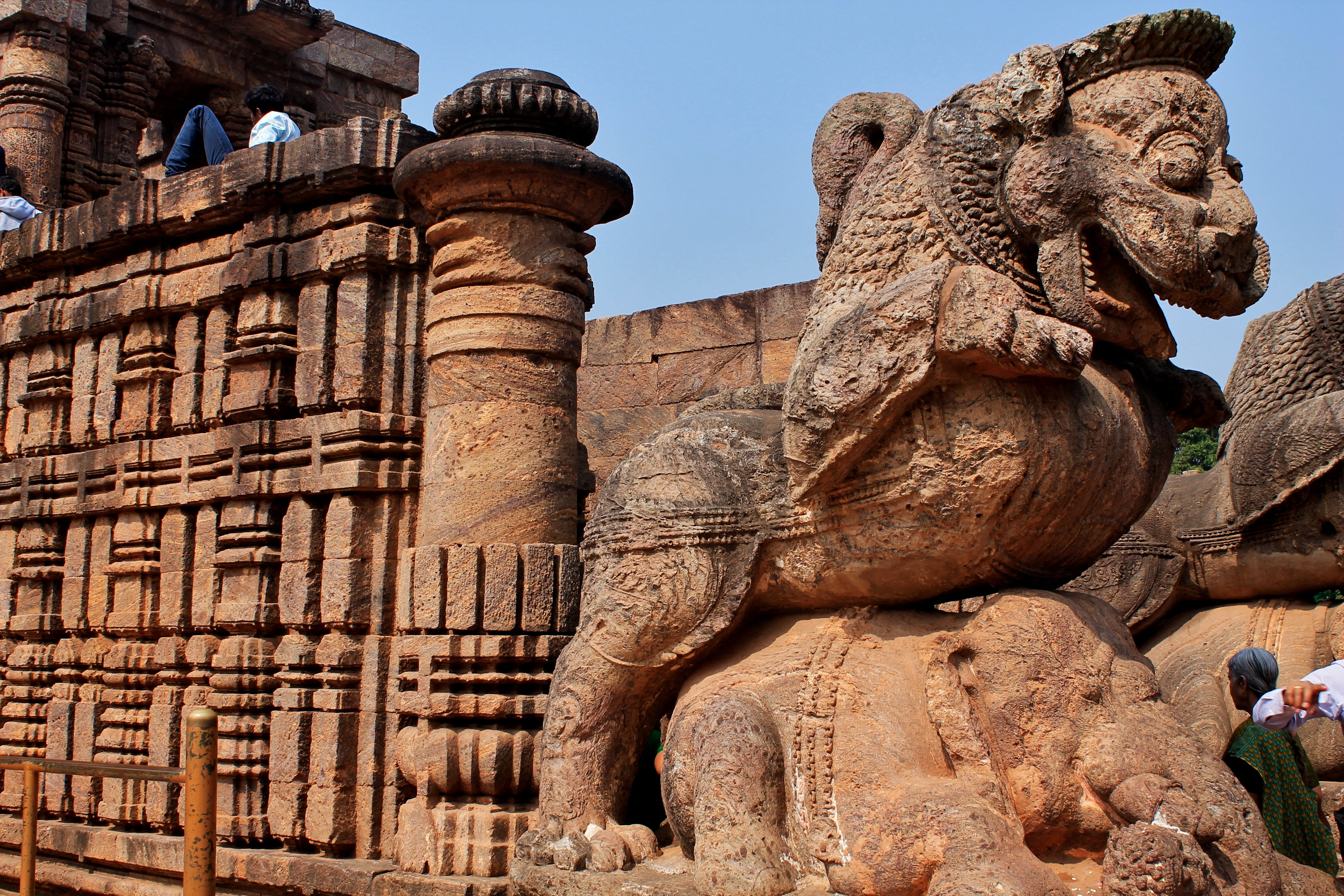
Lleó sobre elefant
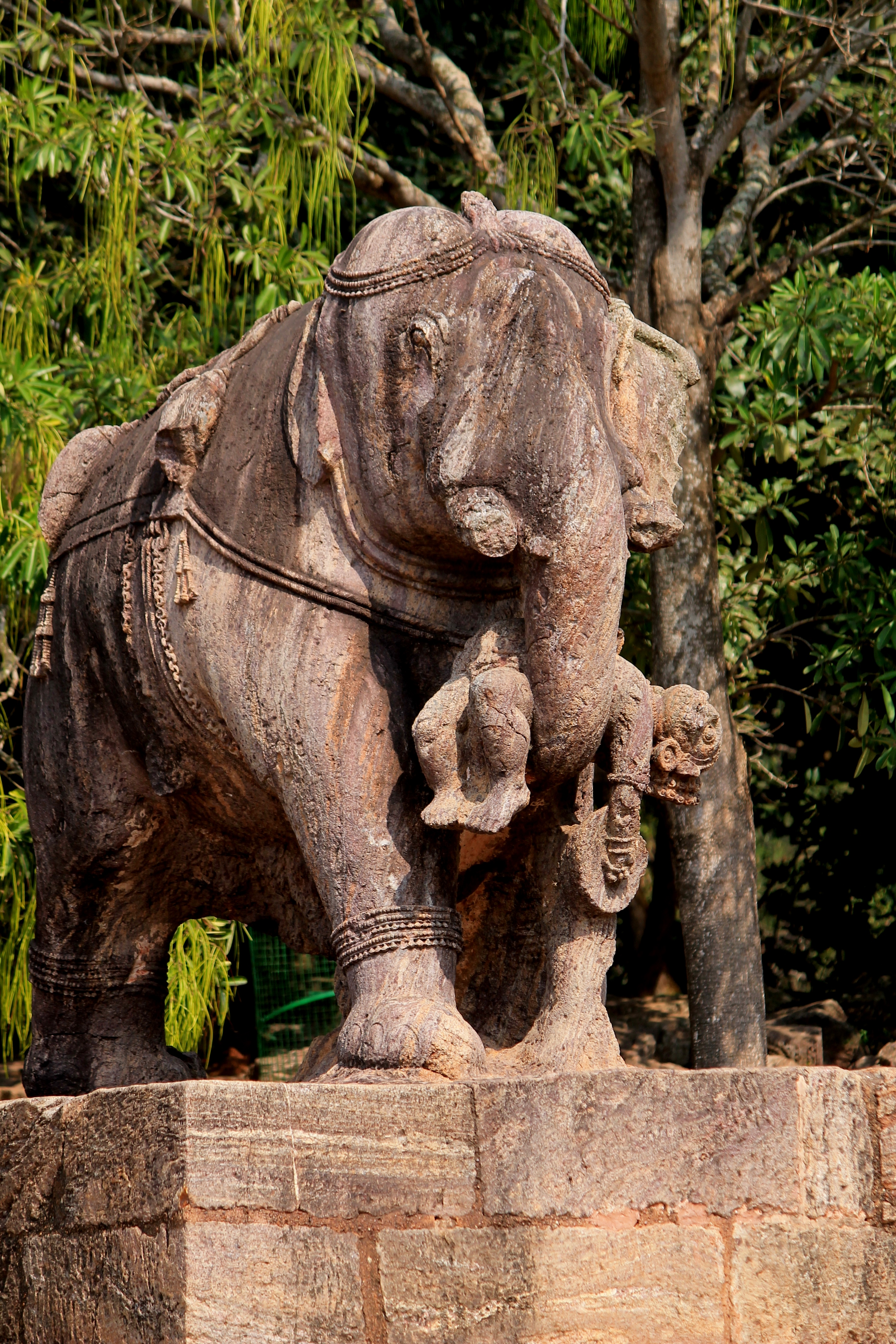
Esculture d'elefant
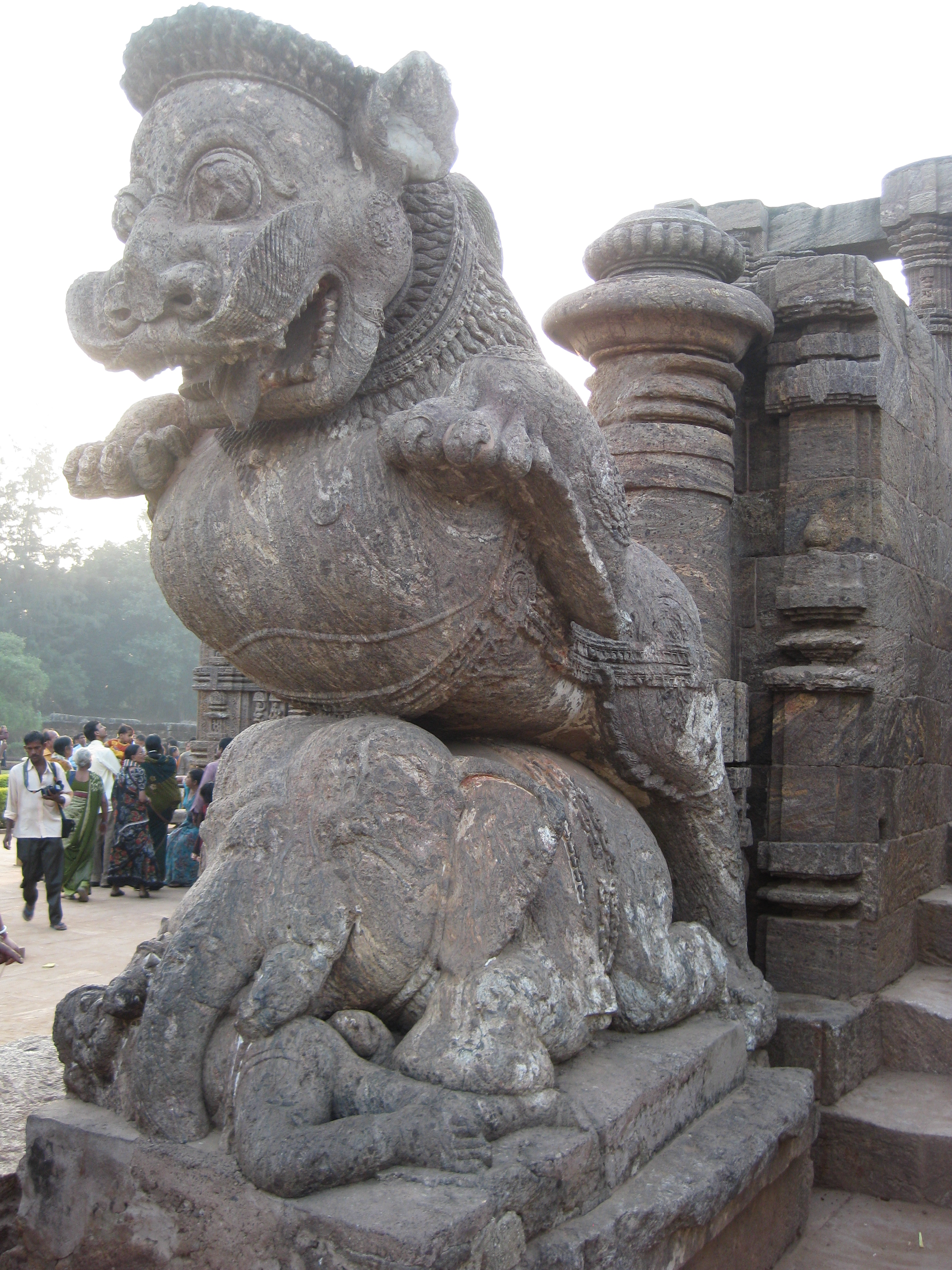
Lleó sobre elefant
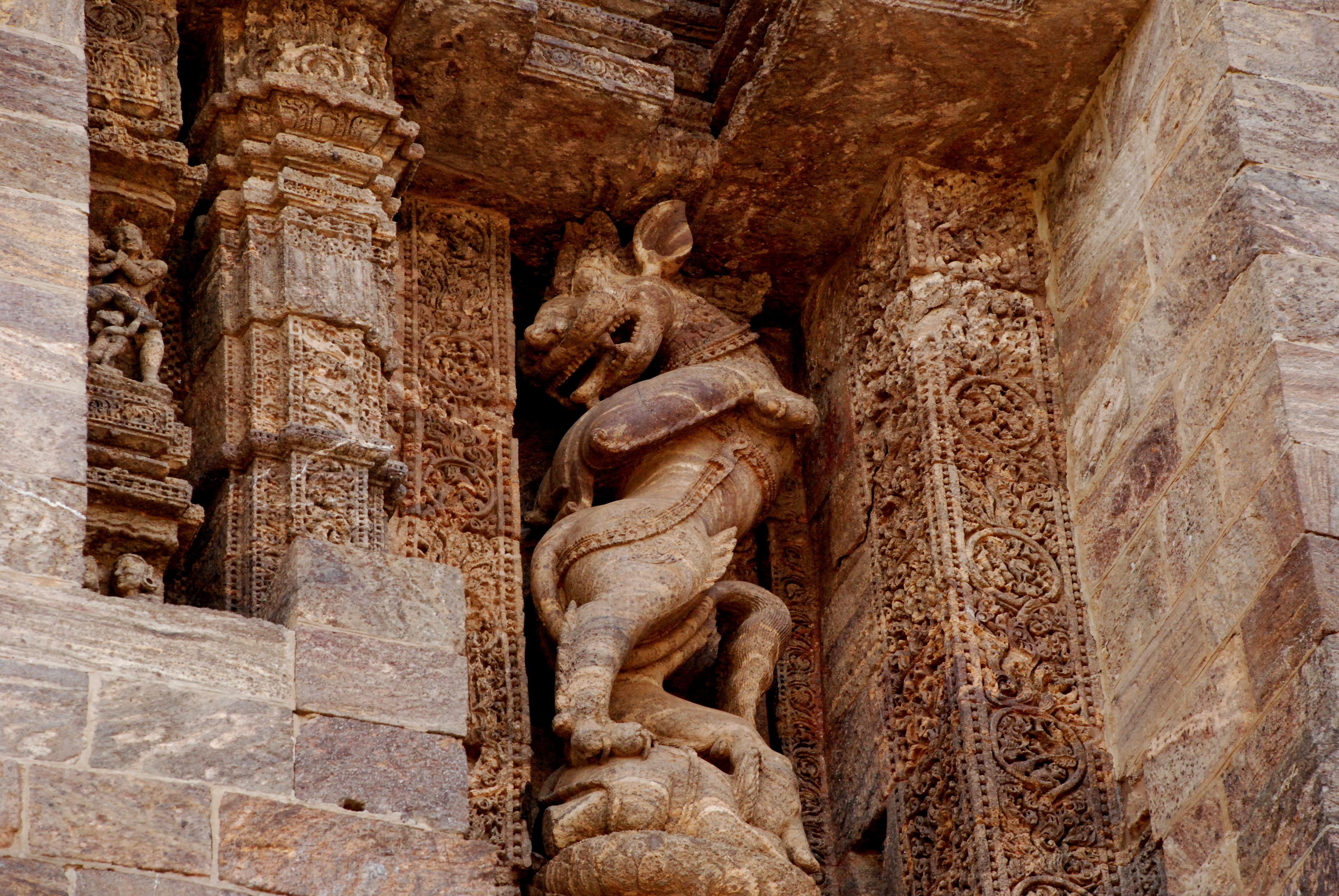
Lleó sobre elefant als murs del temple
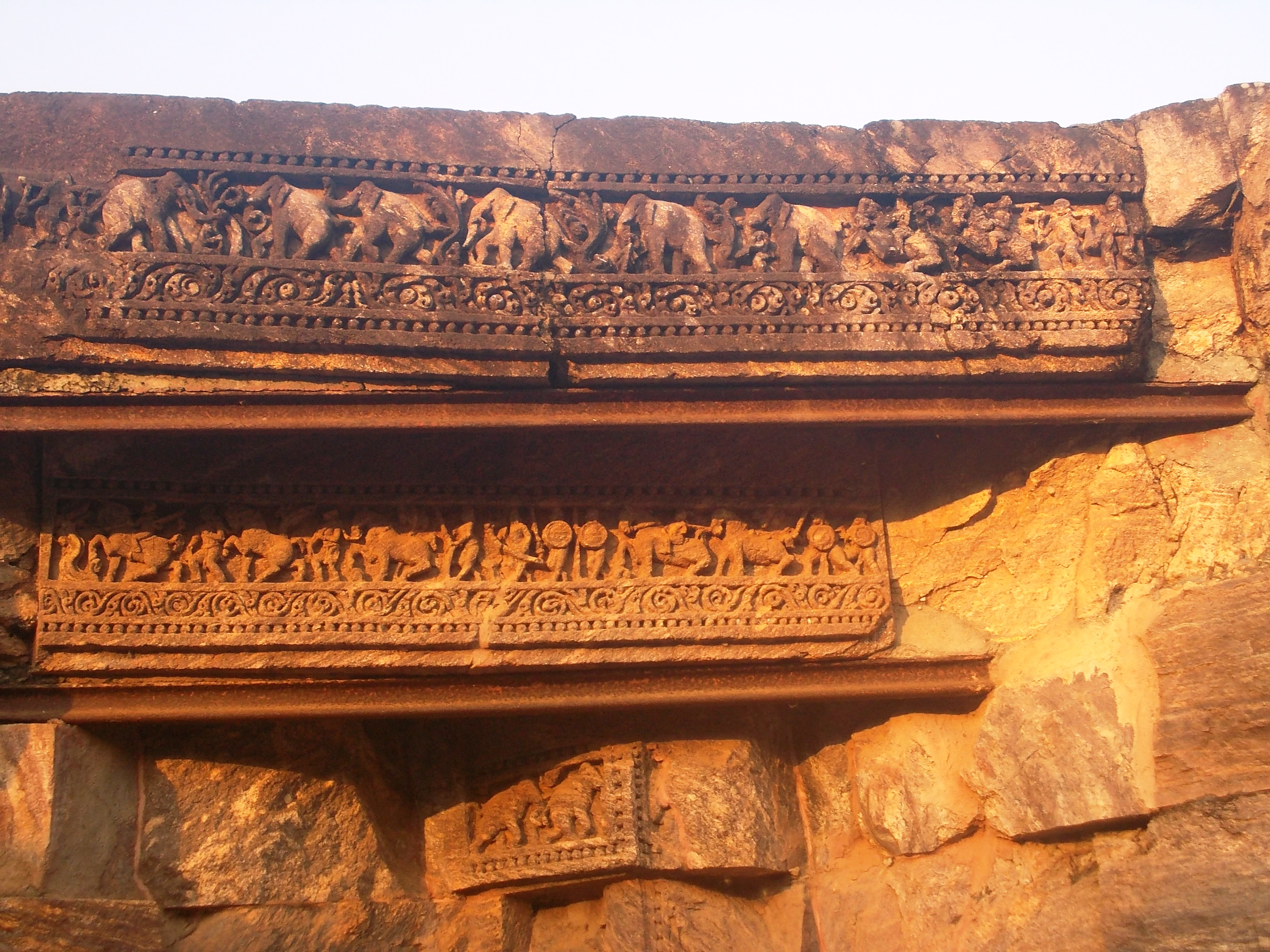
Relleus d'elefants
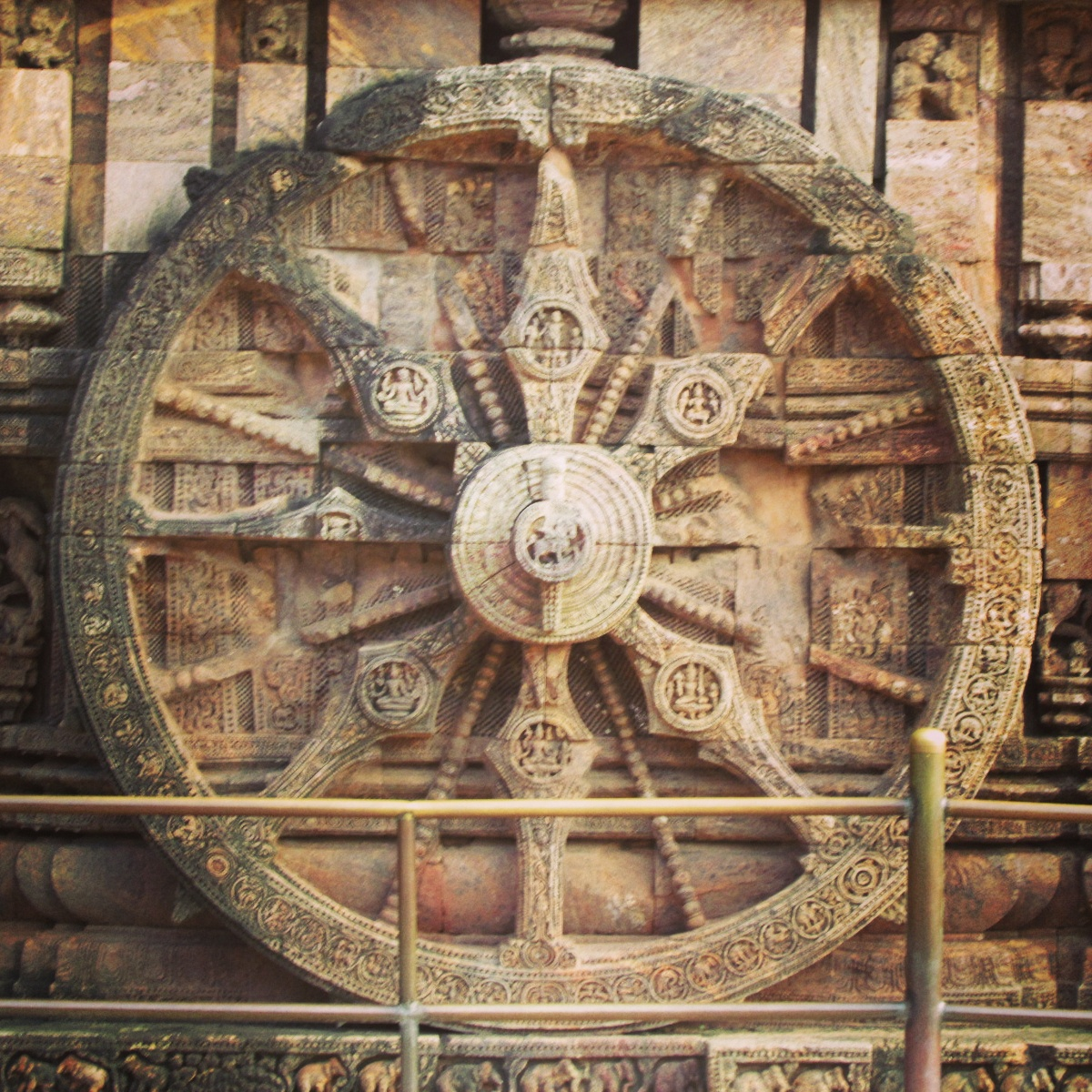
Roda
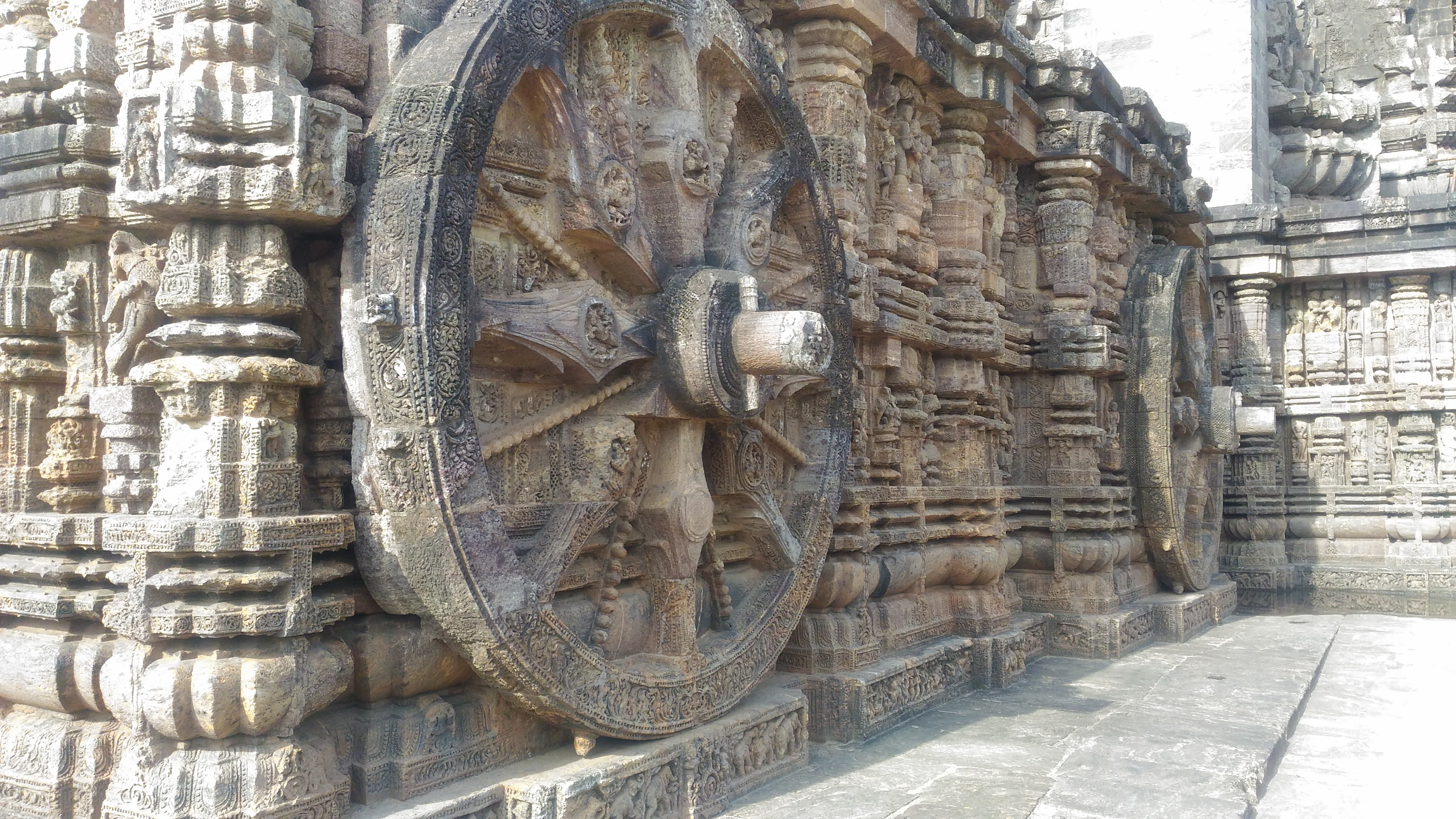
Mur del temple
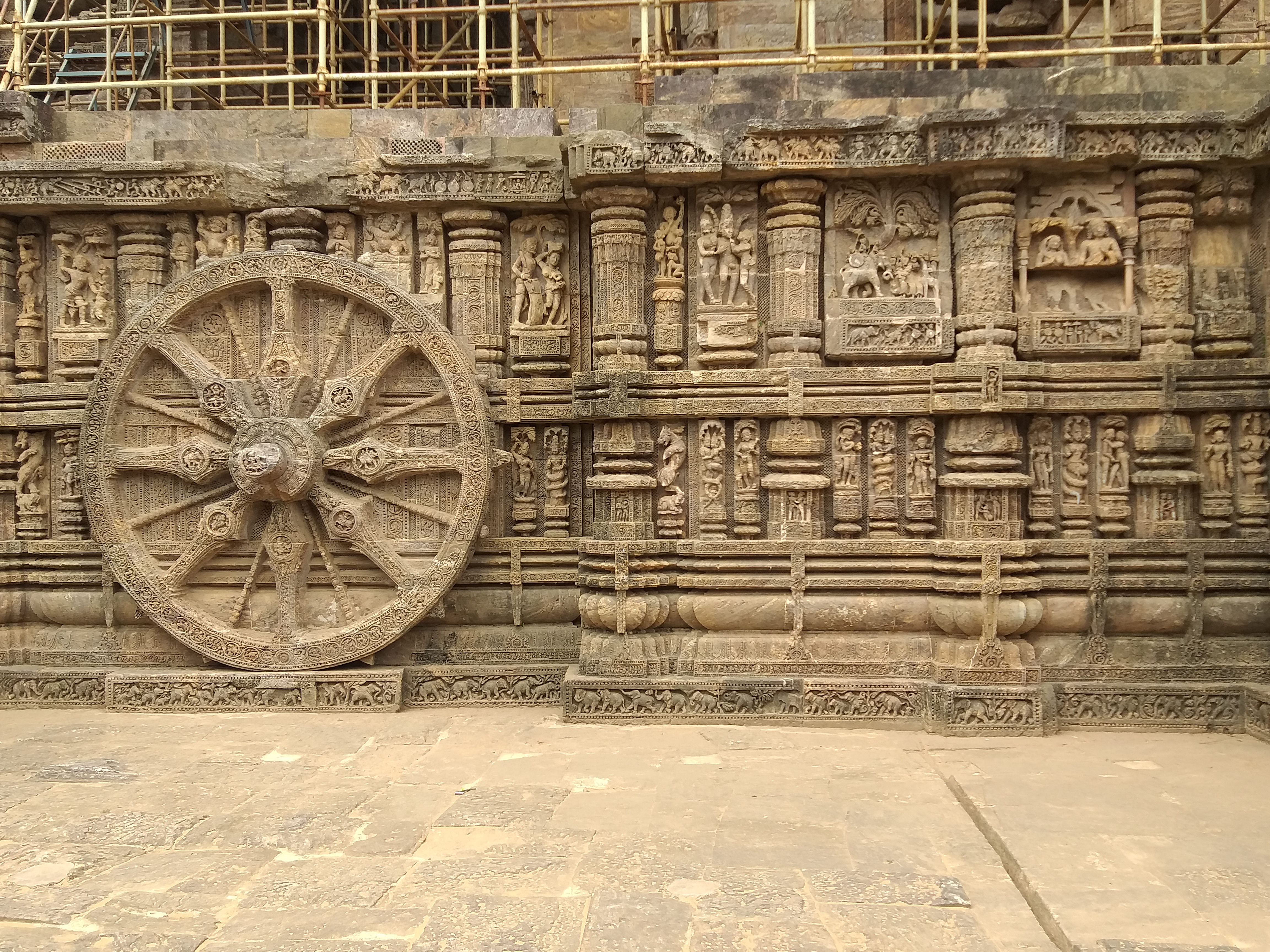
Mur del temple
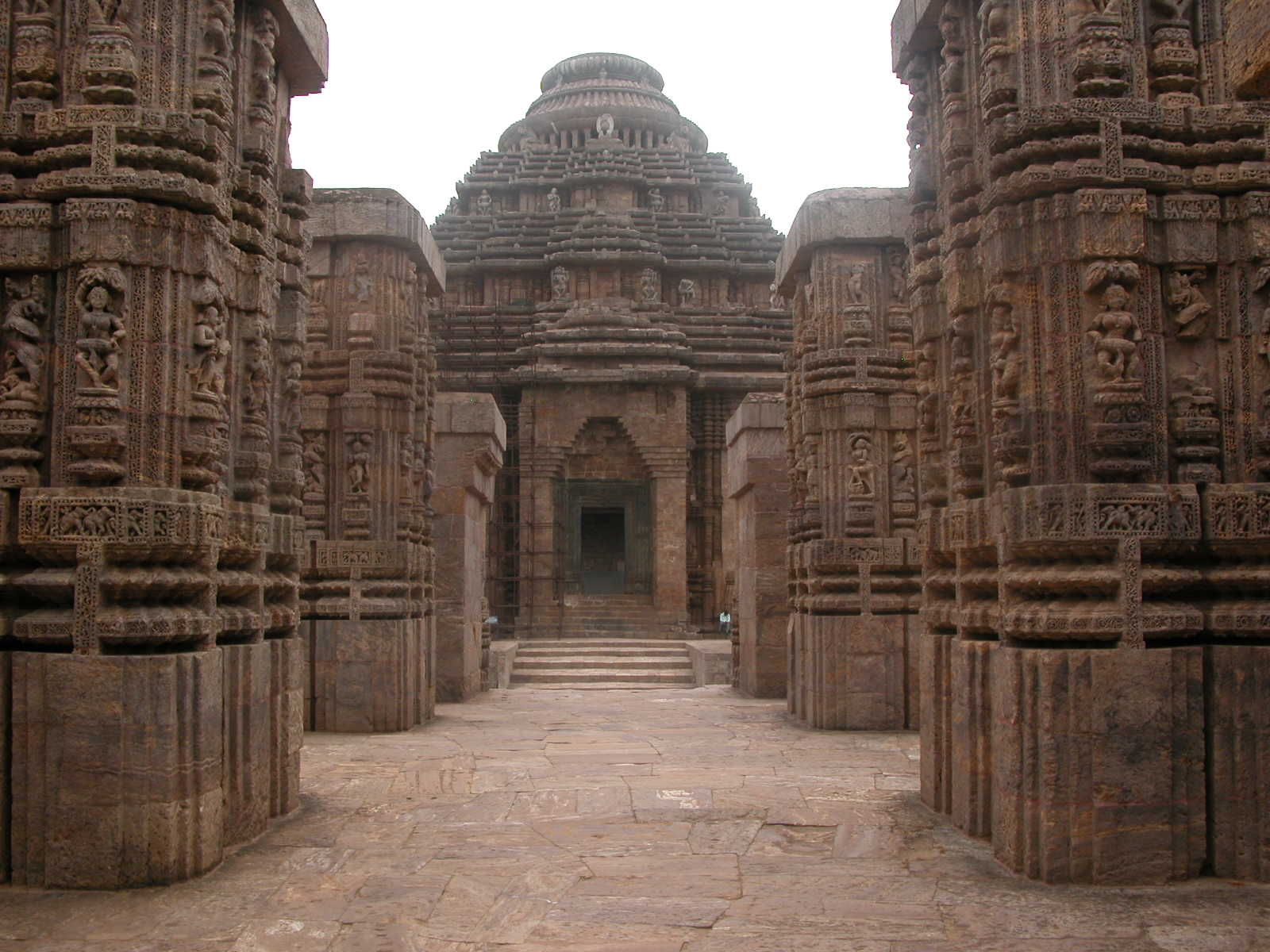
Entrada
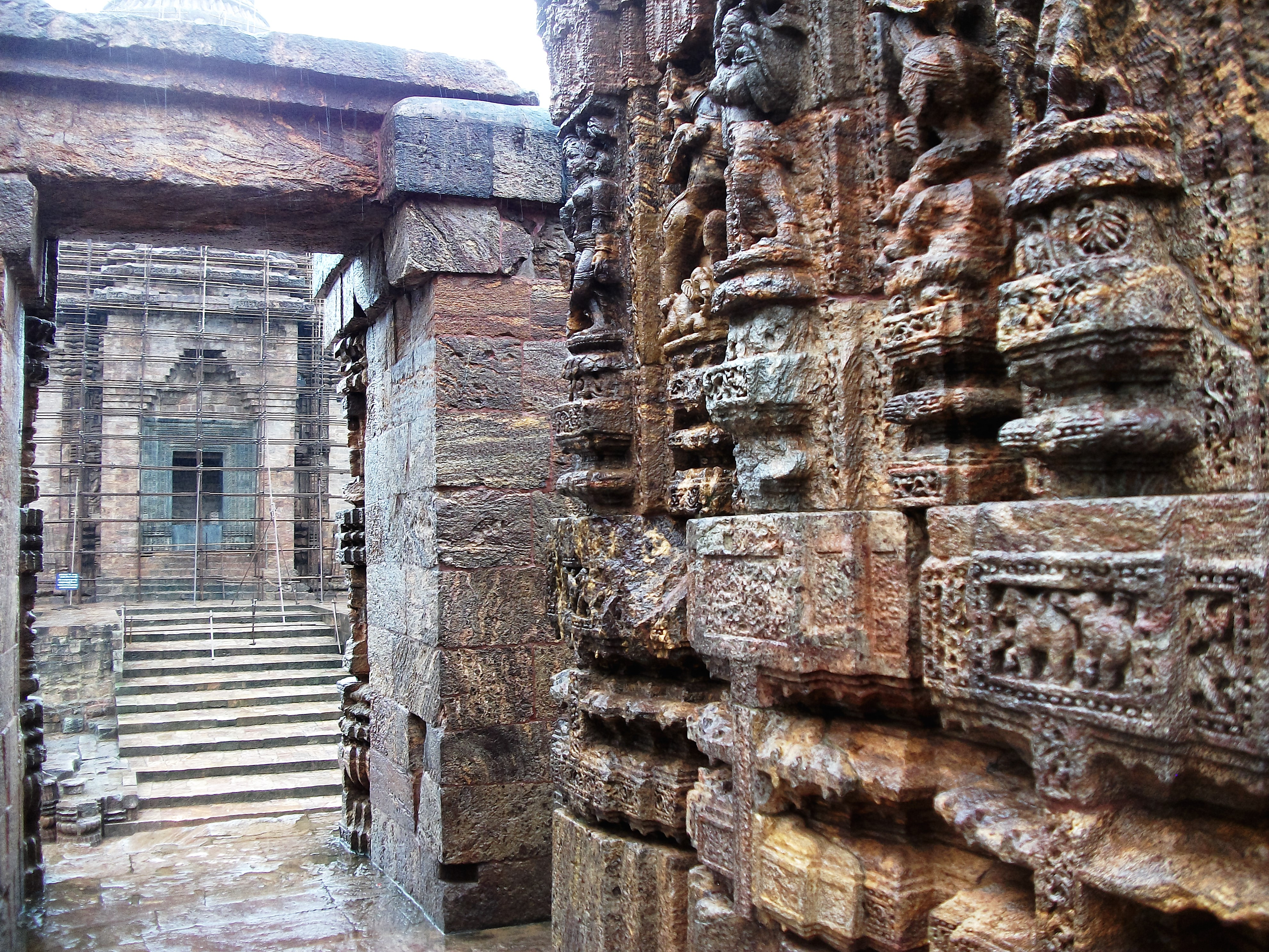
Passadís del saló de ball
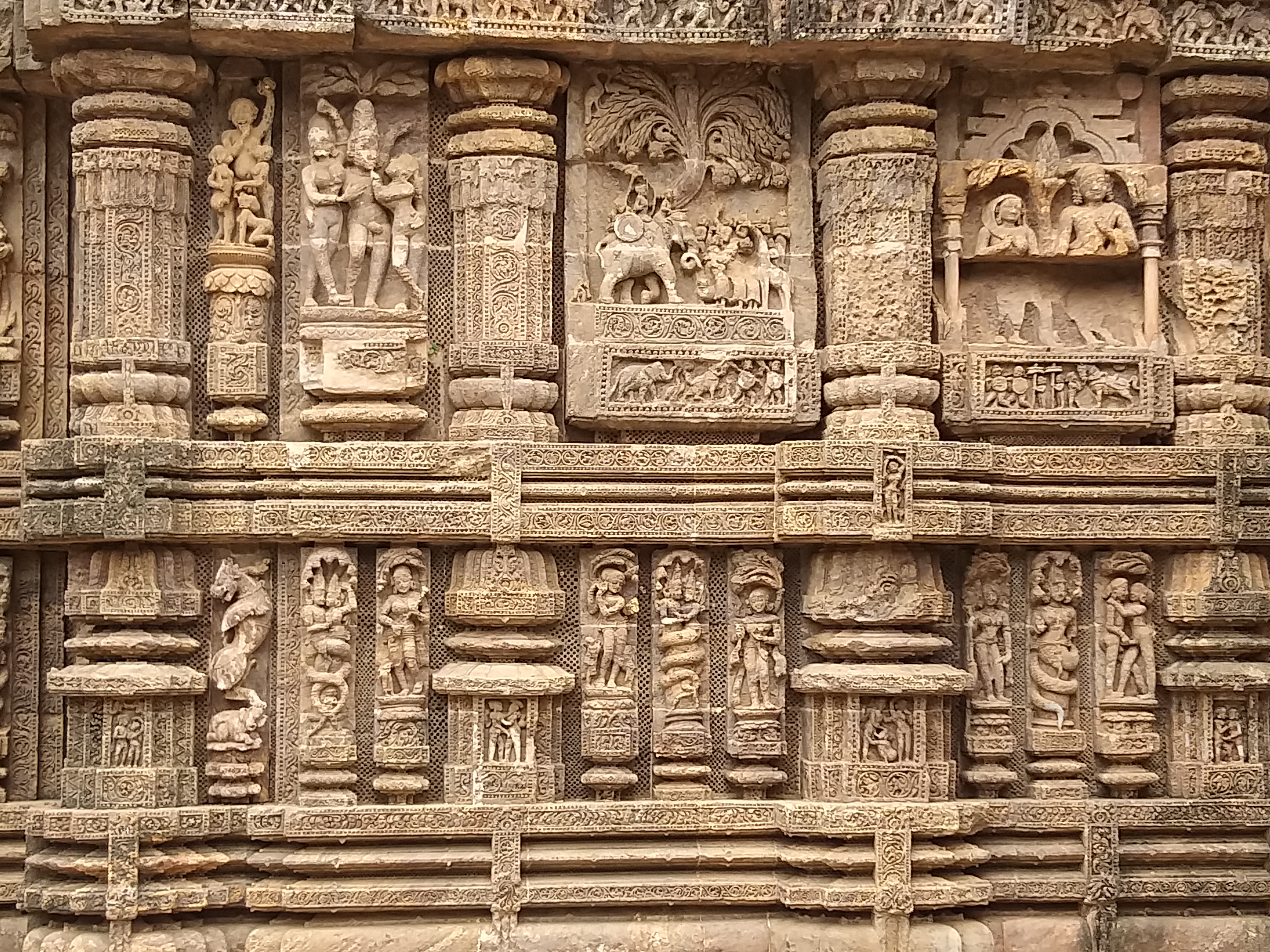
Detall d'escenas al mur del temple
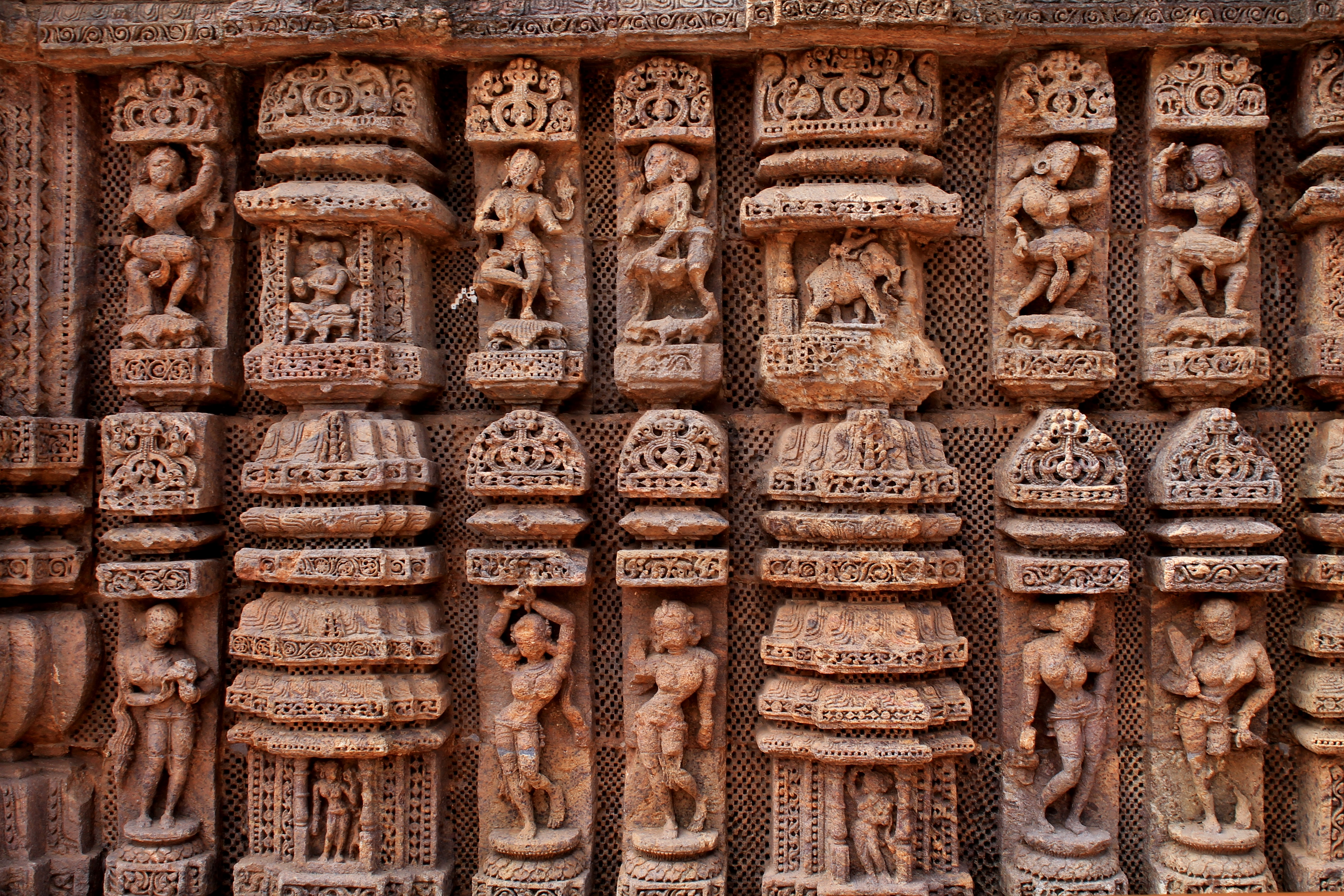
Detall de ballerines
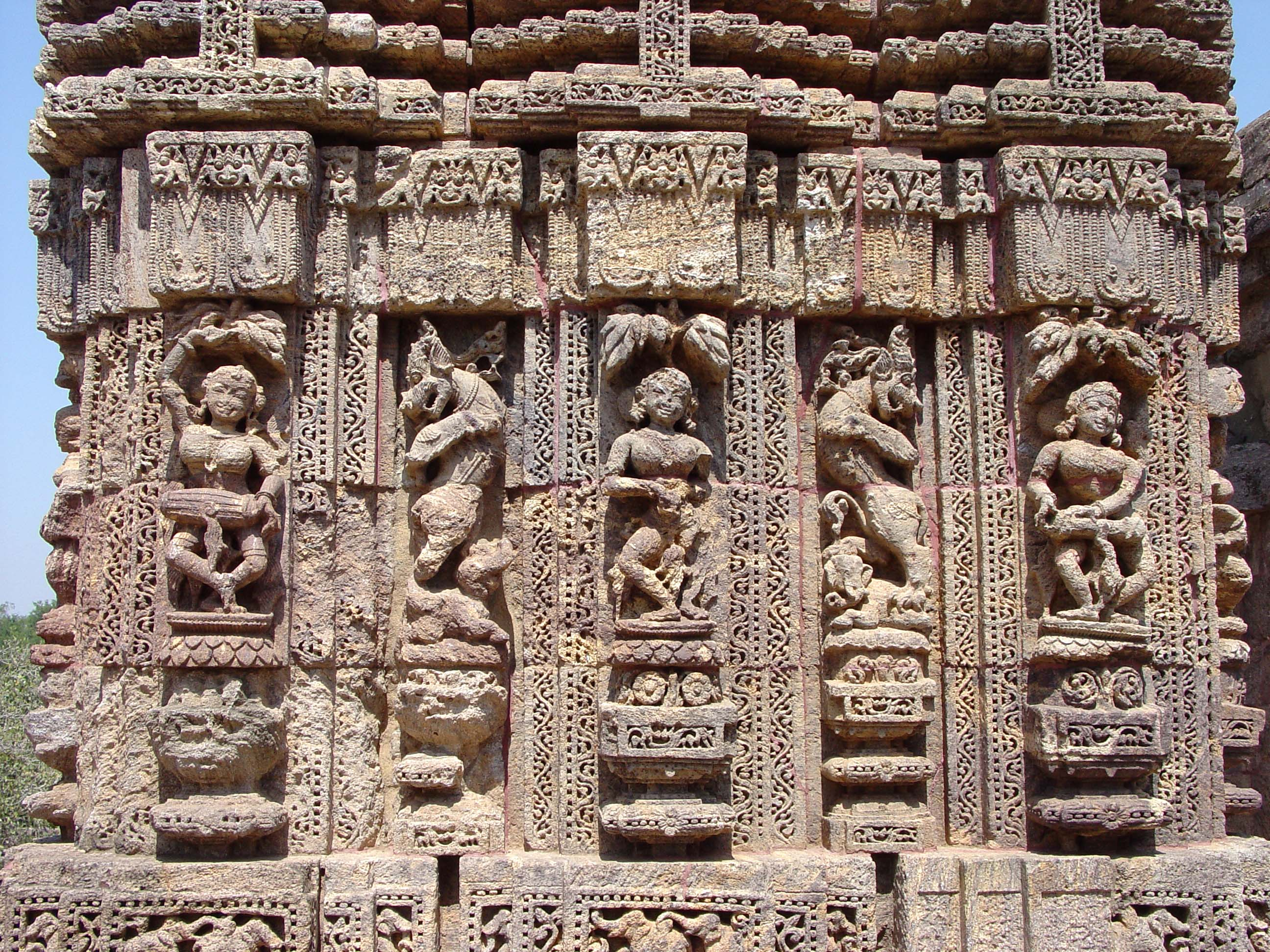
Ballerines
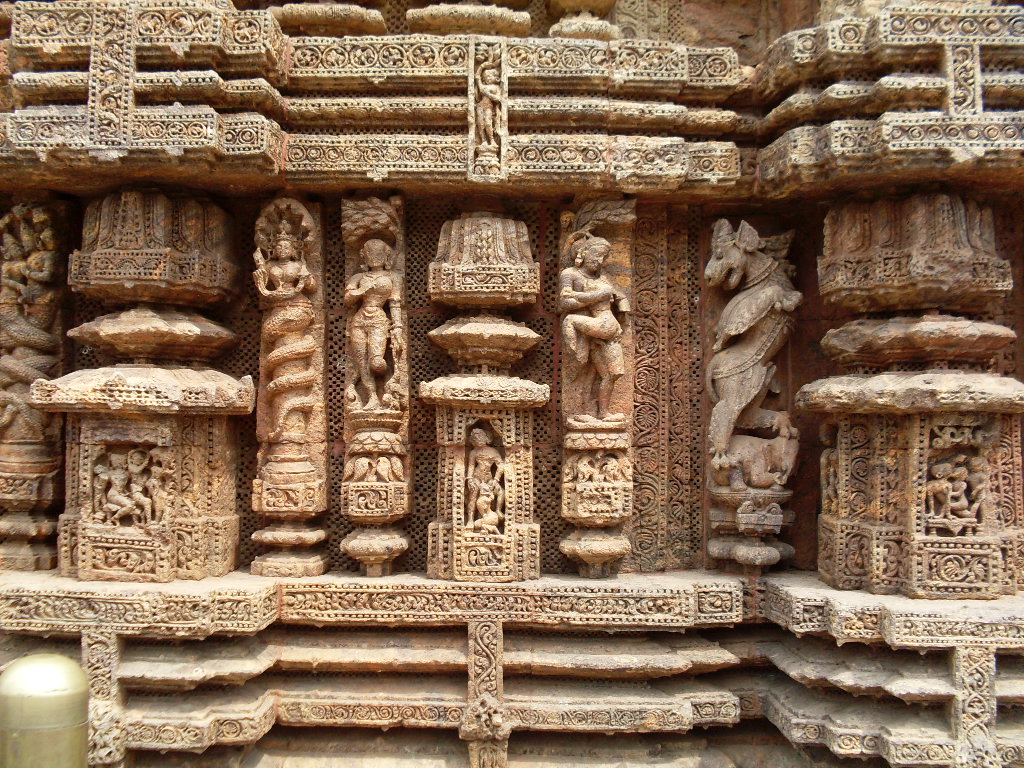
Escultures
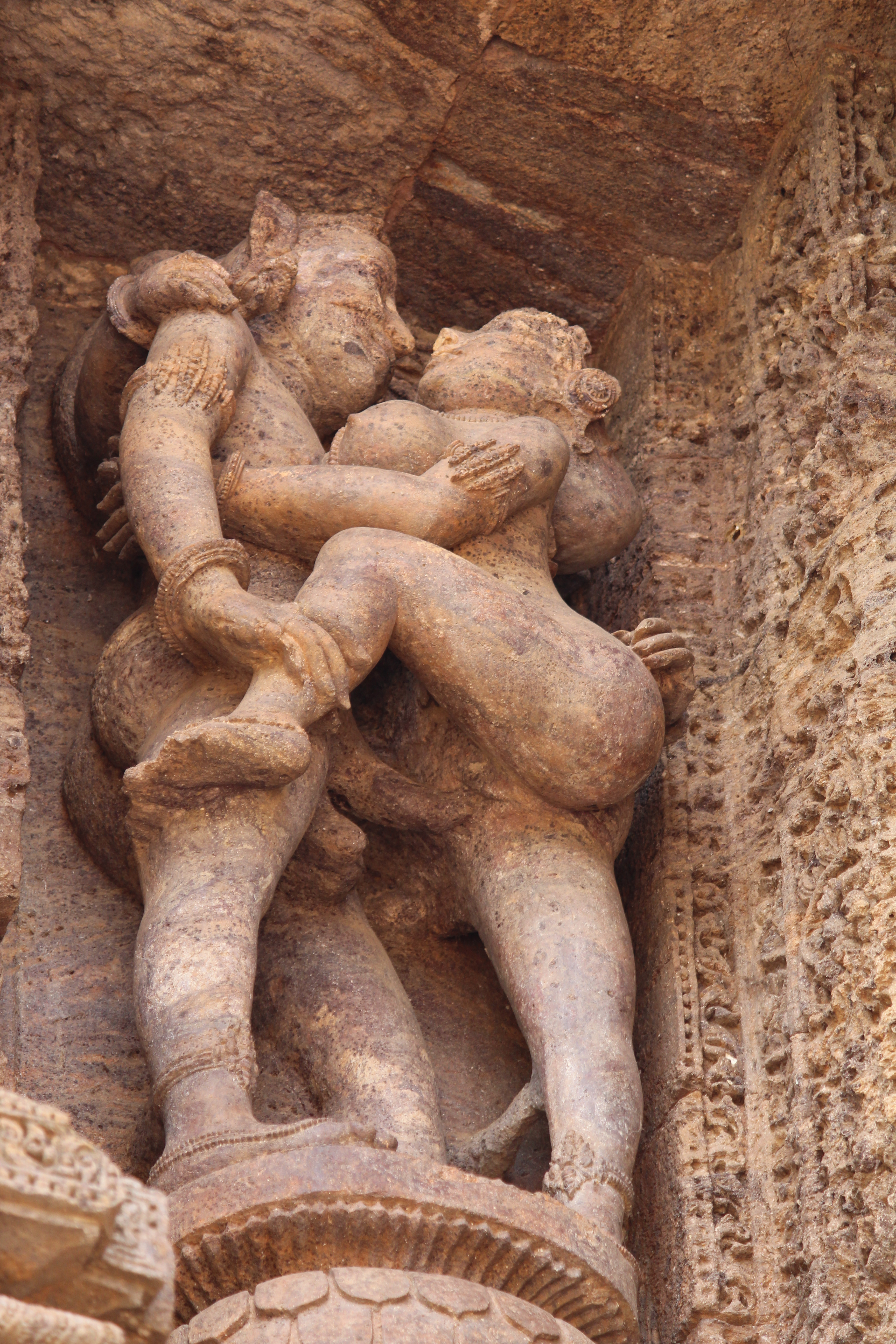
Detall escultura eròtica
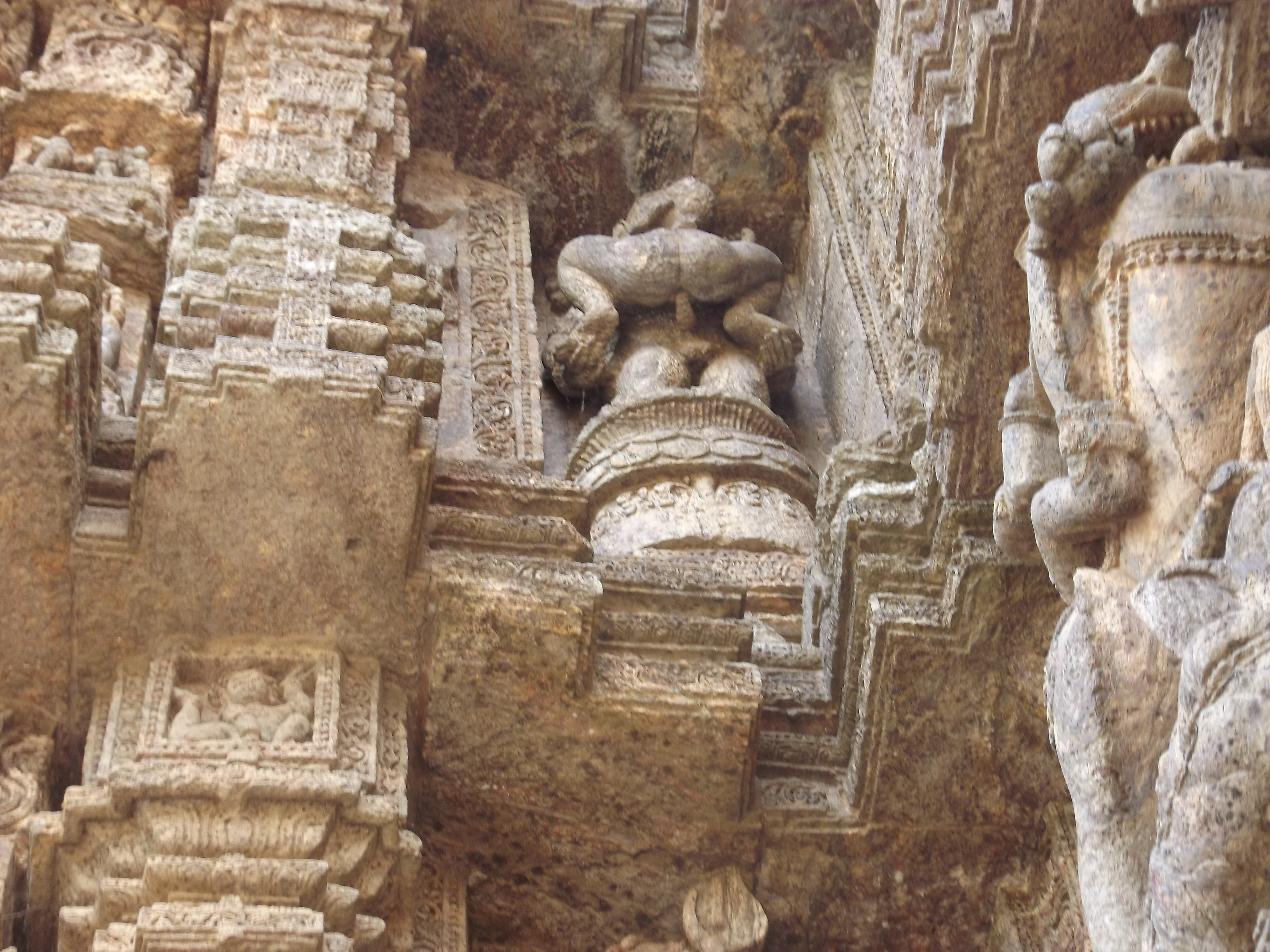
Detall escultura eròtica
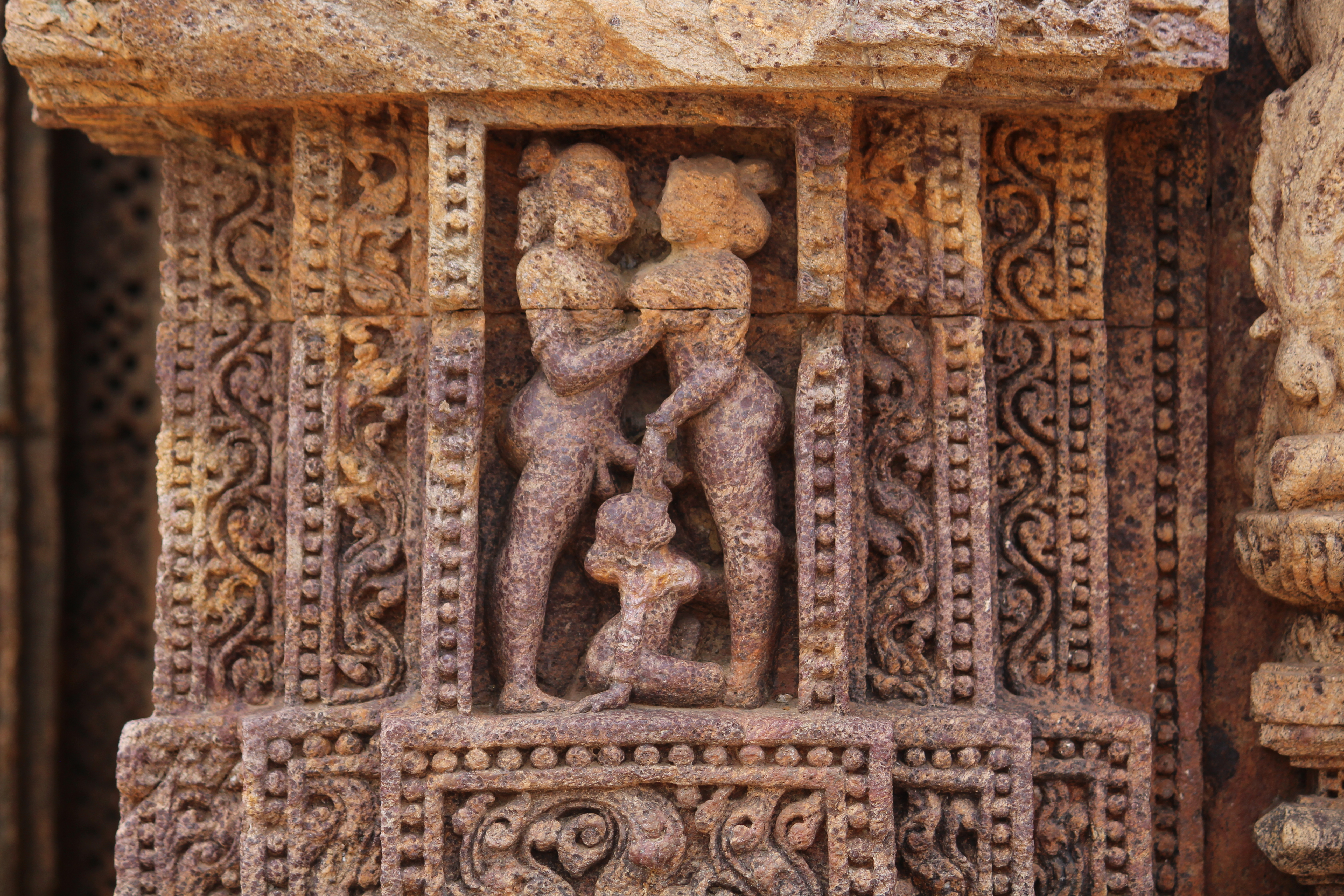
Detall escultura eròtica
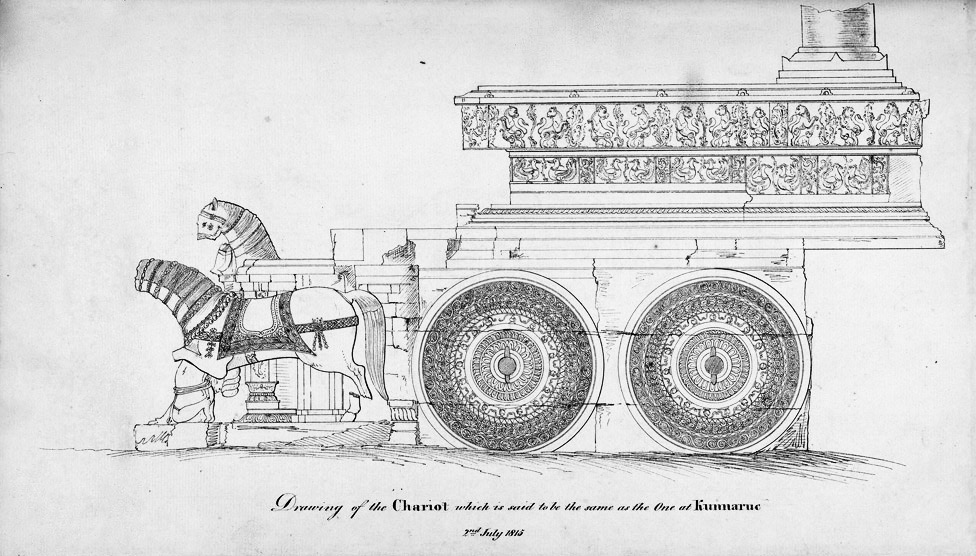
Esbós de 1815 del temple
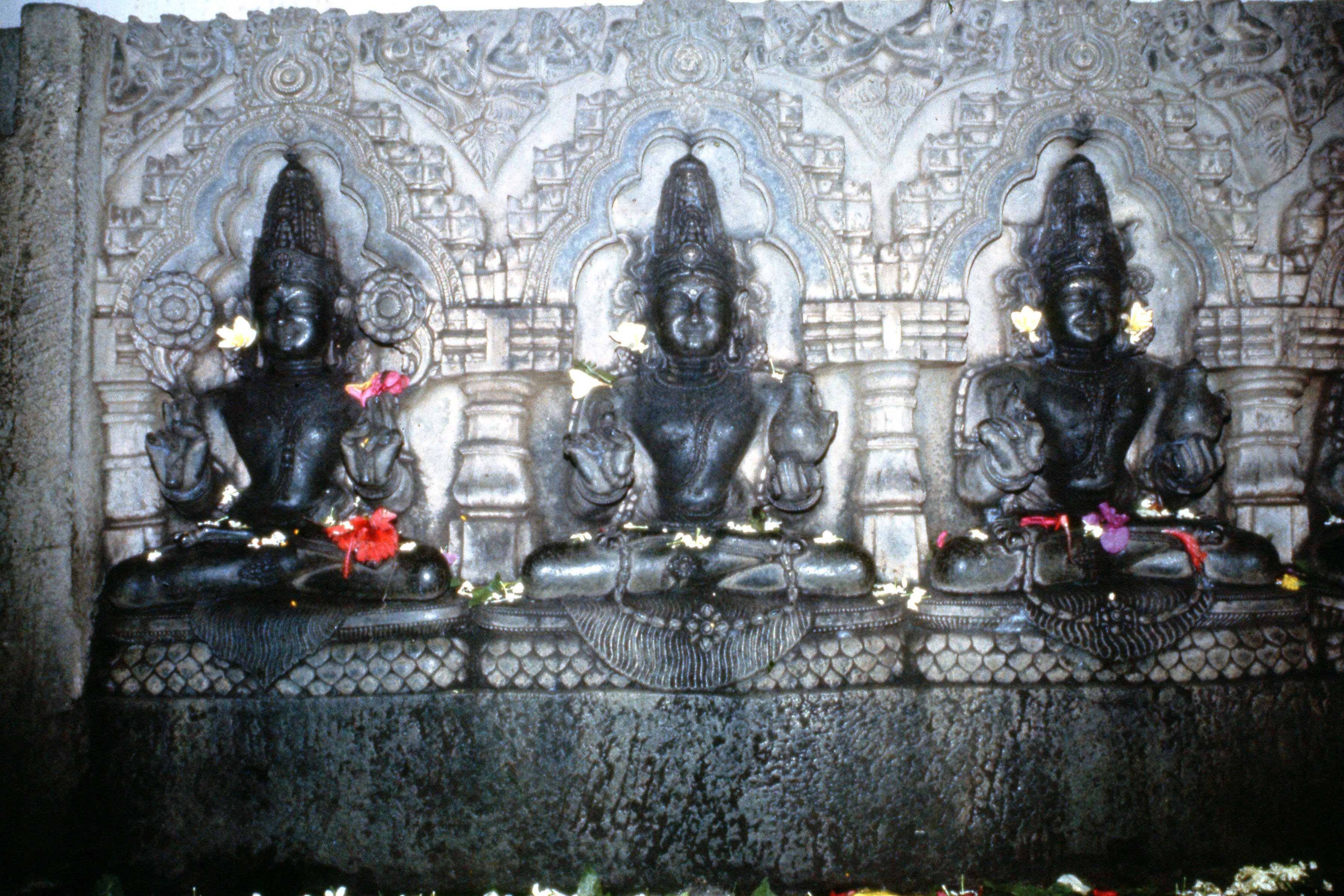
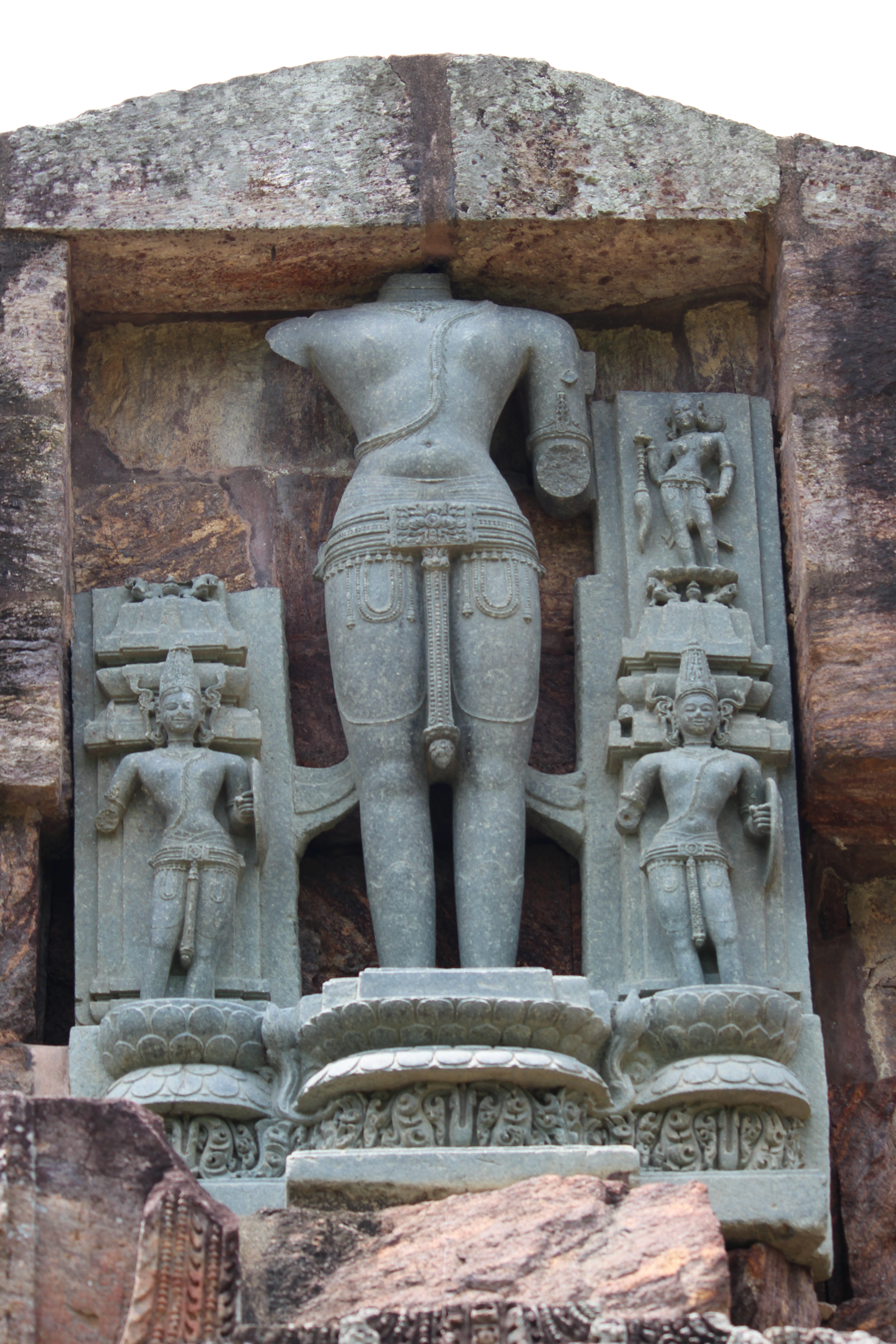
Surya al nínxol occidental
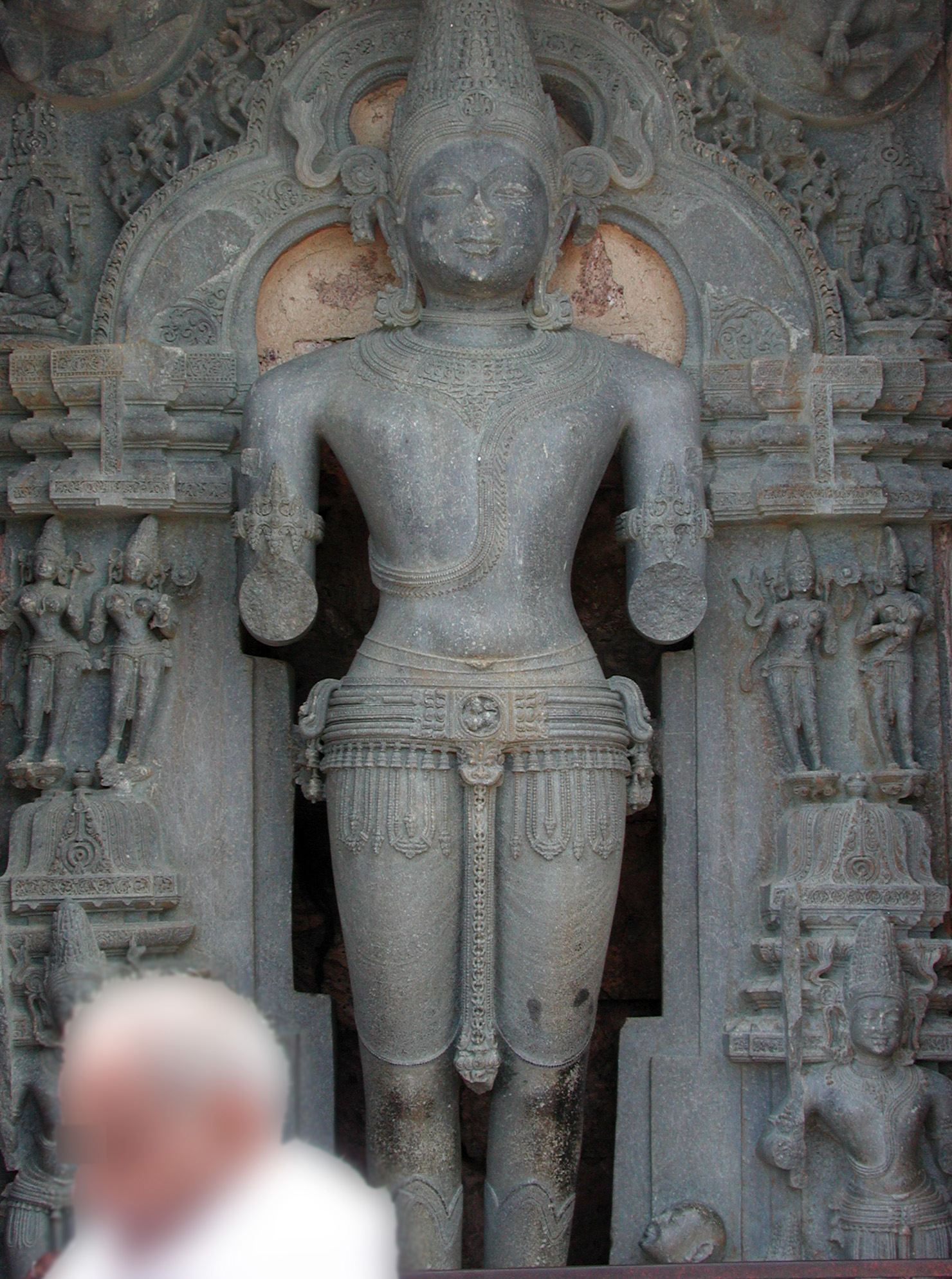
Surya al nínxol sud
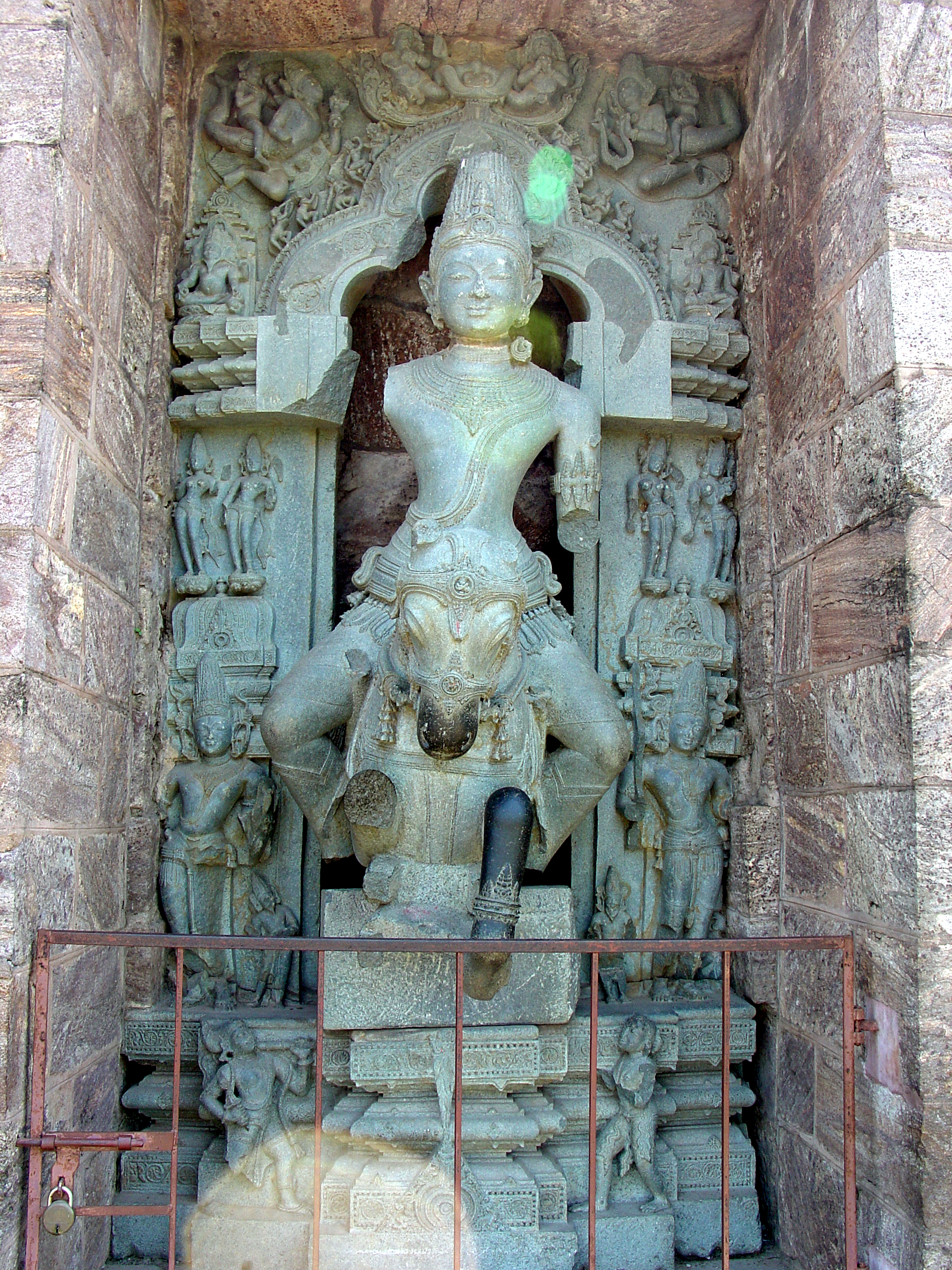
Surya al nínxol nord
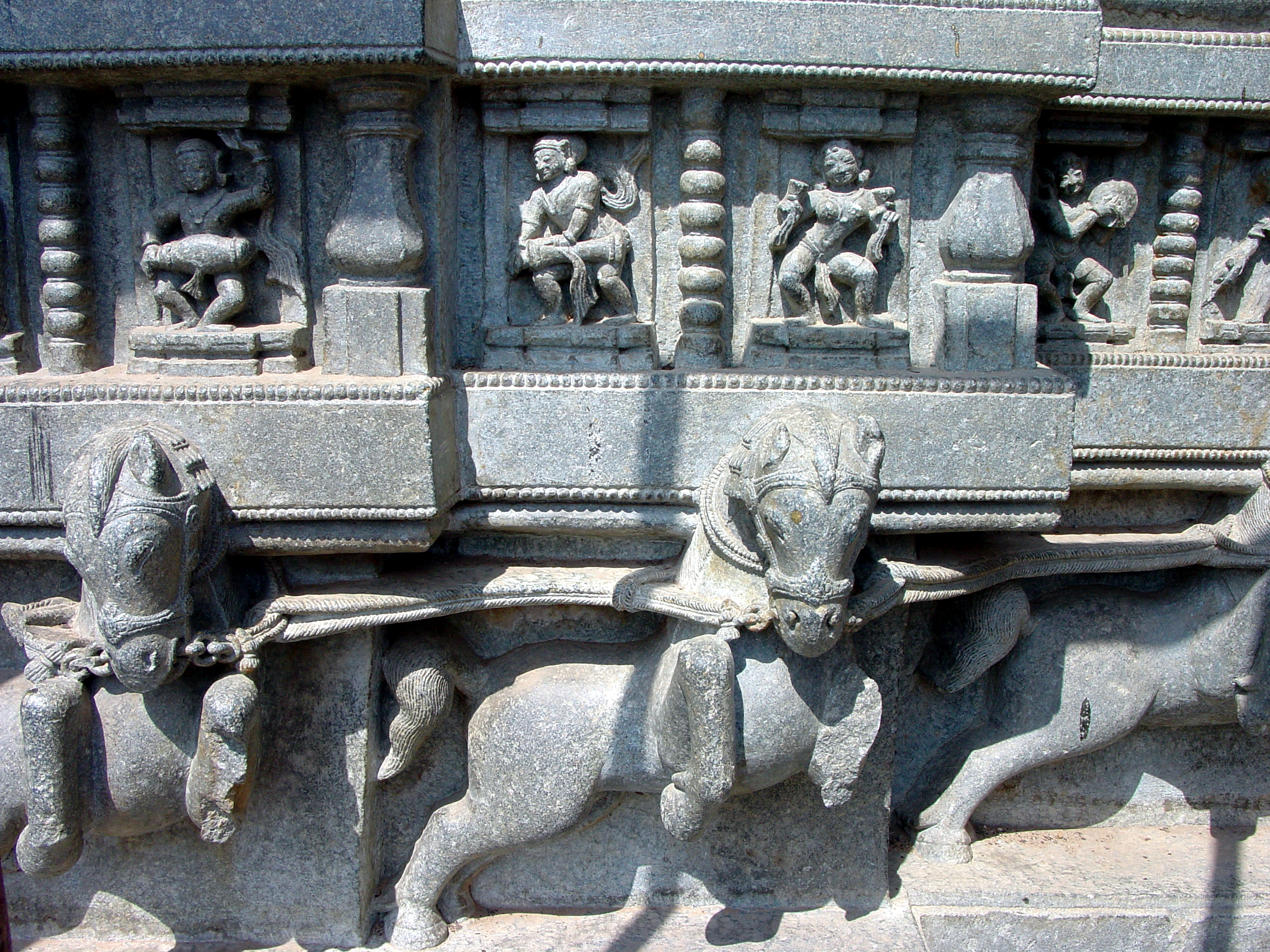
Detall pedestal d'escultura de Surya